# Millard Fillmore
Millard Fillmore (n. 7 ianuarie 1800, Summerhill⁠(d), New York, SUA – d. 8 martie 1874, Buffalo, New York, SUA) a fost cel de-al doisprezecelea vicepreședinte și cel de-al treisprezecelea președinte al Statelor Unite ale Americii, servind un singur mandat prezidențial incomplet între 1850 și 1853, fiind totodată ultimul membru al partidului Whig care a ocupat funcția cea mai înaltă de stat în Statele Unite. Millard Fillmore a succedat președintelui anterior, Zachary Taylor, al cărui vicepreședinte a fost, datorită morții acestuia de indigestie acută. Astfel, Fillmore devine cel de-al doilea președinte al Statelor Unite care a ajuns președinte ca urmare a decesului președintelui ales. Nu numai că nu a fost ales ca președinte, dar după ce a servit restul mandatului lui Zachary Taylor, Fillmore nu a fost nici măcar nominalizat de propriul său partid, Partidul Whig, pentru alegerile prezidențiale din 1852. În alegerile prezidențiale din 1856, deși a fost nominalizat de către partidul său, Know Nothing Party (oficial cunoscut ca  American Party) candidat la președinția Statelor Unite, nu a câștigat alegerile.
Fillmore s-a născut în sărăcie în zona Finger Lakes⁠(d) din statul New York; părinții lui au fost chiriași în timpul anilor de formare. S-a ridicat din sărăcie prin studii și a devenit avocat, deși avea puțină educație formală. A devenit important în zona Buffalo ca avocat și politician, a fost ales la Adunarea din New York în 1828 și în Camera Reprezentanților din SUA în 1832. Inițial, el a făcut parte din Partidului Anti-Masonic, dar a devenit un Whig, acesta fiind un partid format la mijlocul anilor 1830; el a fost un rival pentru conducerea partidului împotriva editorului Thurlow Weed⁠(d) și protejatului lui Weed, William H. Seward. De-a lungul carierei sale, Fillmore a declarat că sclavia este un rău, dar unul dincolo de puterile guvernului federal, în timp ce Seward nu numai că era ostil în mod deschis față de sclavie, dar a susținut că guvernul federal ar trebui să aibă un rol în a opri sclavia. Fillmore nu a reușit să obțină funcția de Președinte al Camerei atunci când Whigs a preluat controlul Camerei în 1841, dar a fost președintele comisiei Ways and Means. Învins în alegerile pentru nominalizarea pentru funcția de vicepreședinte în 1844, și pentru cea de guvernator al New York-ului în același an, Fillmore a fost ales șef la Departamentul de Audit și Control din New York în 1847, primul care a deținut acest post prin alegeri directe.
Fillmore a primit nominalizarea pentru postul de vicepreședinte din partea partidului Whig în 1848 ca partener al lui Taylor, iar cei doi au fost aleși. El a fost în mare parte ignorat de Taylor. În calitate de vicepreședinte, Fillmore a prezidat dezbateri furioase în Senat, în perioada în care Congresul decidea dacă să permită sclavia în zonele concesionate de la mexicani. Fillmore a susținut Legea Omnibus al lui Henry Clay (baza Compromisului din 1850), deși Taylor nu a făcut-o. După ce președintele Taylor a decedat în iulie 1850, Fillmore a demis cabinetul și a schimbat politica administrației. Noul președinte a exercitat presiuni pentru a obține trecerea compromisului, care a oferit victorii legislative atât nordului, cât și sudului, și care a fost adoptat până în septembrie. Legii Sclavilor Fugari, care urgenta întoarcerea sclavilor care au fugit către cei care susțineau că le sunt proprietari, a fost o parte controversată a compromisului, iar Fillmore s-a simțit obligat să-l pună în aplicare, deși i-a afectat popularitatea și, de asemenea, Partidul Whig, care s-a rupt între nord și sud. În politica externă, Fillmore a susținut expedițiile americane pentru a deschide comerțul cu Japonia, s-a opus planurilor franceze în ceea ce privește Hawaii și a fost stânjenit de expedițiile pirate ale lui Narciso López⁠(d) către Cuba. A căutat să obțină nominalizare partidului pentru un mandat complet în 1852, dar a fost trecut cu vederea de către acesta în favoarea lui Winfield Scott⁠(d).
Pe măsură ce Partidul Whig s-a împărțit după președinția lui Fillmore, mulți din aripa conservatoare a lui Fillmore s-au alăturat echipei Know Nothings, care a format Partidul American. În candidatura sa din 1856 ca și candidat al partidului, Fillmore a avut puține de spus despre imigrație, concentrându-se în schimb asupra conservării Uniunii și câștigând doar în Maryland. La pensionare, Fillmore a fost activ în multe acțiuni civice. El a ajutat la înființarea Universității din Buffalo, fiind primul său cancelar. În timpul războiului civil american, Fillmore a denunțat secesiunea și a fost de acord că Uniunea trebuie să fie menținută cu forța, dacă este necesar, dar a criticat politicile de război ale lui Abraham Lincoln. După restaurarea păcii, a susținut politicile de reconstrucție ale președintelui Andrew Johnson. Observată astăzi, Fillmore a fost lăudat de unii pentru politica sa externă, dar el este criticat de alții pentru punerea în aplicare a Legii Sclavului Fugit și pentru asocierea sa cu Know Nothings. Istoricii și cercetătorii l-au clasat în mod constant pe Fillmore ca fiind unul dintre cei mai slabi președinți.

## Viața timpurie și cariera

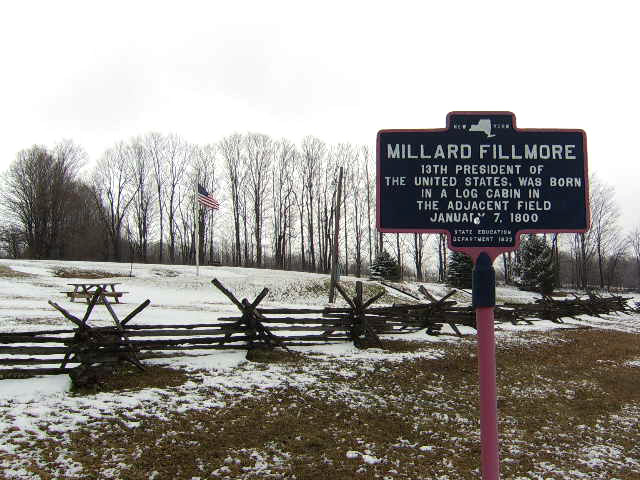
Marcajul istoric al locului de naștere al lui Fillmore

Millard Fillmore s-a născut la 7 ianuarie 1800 într-o cabană a fermei aflată acum în Moravia⁠(d), în comitatul Cayuga, în regiunea lacurilor Finger din New York. Părinții lui au fost Phoebe (Millard) și Nathaniel Fillmore⁠(d). A fost al doilea dintre cei opt copii și cel mai mare fiu al cuplului.
Nathaniel Fillmore a fost fiul lui Nathaniel Fillmore Sr. (1739-1814), originar din Franklin⁠(d) care a devenit unul dintre cei mai vechi coloniști ai Bennington-ului⁠(d), când acesta a fost fondat pe teritoriul numit pe atunci Concesiunile New Hampshire. Nathaniel Fillmore Sr. a fost membru al miliției Green Mountain Boys, și a servit ca sublocotenent și locotenent în timpul Revoluției Americane. În 1767, Nathaniel Fillmore Sr. s-a căsătorit cu Hepzibah Wood (1747-1783), mama lui Nathaniel Fillmore și bunica lui Millard Fillmore. Membrii familiei Fillmore au locuit în New England timp de mai multe generații; Nathaniel Fillmore Sr. a fost fiul lui John Fillmore (1702-1777), care a trăit în Massachusetts și Connecticut și a fost căpitan de navă John Fillmore a fost fiul lui John Fillmore Sr. (1676-1712), un nativ din Manchester, Anglia, care a fost, de asemenea, marinar și a murit ca prizonier al francezilor pe insula Martinica în timpul războiului reginei Anne.
Nathaniel Fillmore și Phoebe Millard s-au mutat din Vermont în 1799, căutând oportunități mai bune decât cele care erau disponibile în ferma pietroasă a lui Nathaniel, dar titlul de teren din comitatul Cayuga s-a dovedit a fi defect, iar familia Fillmore s-a mutat în Sempronius⁠(d), aflat în apropiere, loc unde Nathaniel a învățat la școala ocazional. Așa cum a descris-o istoricul Tyler Anbinder, "copilăria lui Fillmore a fost una de muncă grea, privațiuni frecvente și practic nici o școală formală".
De-a lungul timpului, Nathaniel Fillmore a avut succes în Sempronius, dar în timpul anilor de formare ai lui Millard Fillmore, familia s-a confruntat cu sărăcie severă. În cele din urmă, Nathaniel Fillmore a devenit destul de apreciat astfel că a fost ales să lucreze în birourile locale, inclusiv judecător de pace. Sperând că fiul său cel mai în vârstă va învăța o meserie, pe când Millard avea 14 ani, tatăl său a încercat să îl convingă să nu se înscrie în armată pentru a participa la războiul din 1812 și l-a trimis ucenic la croitorul Benjamin Hungerford în Sparta. Fillmore a fost pus să facă munci înjositoare; nemulțumit de faptul că nu a învățat niciun fel de abilități, l-a părăsit pe Hungerford. Tatăl său l-a trimis apoi să muncească într-o moară din New Hope⁠(d). Căutând să își îmbunătățească viața, Millard Fillmore a cumpărat o cotă parte dintr-o bibliotecă ambulantă și a citit toate cărțile pe care le putea citi. În 1819, el a profitat de o perioadă în care era mai puțin de muncă la moară pentru a se înscrie la o nouă academie din oraș, unde a întâlnit o colegă de clasă, Abigail Powers, de care s-a îndrăgostit.
Mai târziu, în 1819, Nathaniel și-a mutat familia în Montville, un sat din Moravia. Apreciind talentele fiului său, Nathaniel Fillmore l-a convins pe judecătorul Walter Wood, proprietarul locului unde locuia familia Fillmore și cel mai bogat om din zonă, să îi permită lui Millard să devină funcționarul său pentru o perioadă de probă. Wood a acceptat să-l angajeze pe tânărul Fillmore și să-l supravegheze. Fillmore a predat la școala timp de trei luni câștigând bani pentru a-și răscumpăra ucenicia la moară. Fillmore l-a părăsit pe Wood după 18 luni; judecătorul nu i-a plătit aproape nimic și cei doi s-au certat atunci când Fillmore a câștigat o sumă mică prin consilierea unui agricultor într-un proces minor. Refuzând să promită că nu va mai face acest lucru, Fillmore și-a dat demisia. Nathaniel Fillmore s-a mutat din nou cu familia, iar Fillmore și-a însoțit tatăl său în vest la East Aurora⁠(d), în comitatul Erie, lângă Buffalo.  Această mișcare s-a dovedit a fi de succes, iar ferma pe care Nathaniel Fillmore a cumpărat-o acolo a devenit prosperă.  Nathaniel Fillmore va fi primul tată al unui președinte care își va vizita fiul la Casa Albă și, atunci când o persoană l-a întrebat cum se crește un fiu pentru a deveni președinte, a făcut aluzie la sărăcia familiei sale: „Țineți-l ca într-un jgheab”.
În 1821, Fillmore a împlinit 21 de ani și a devenit astfel independent, din punct de vedere juridic, față de tatăl său. El a predat la școala din East Aurora și a acceptat câteva cazuri în ale instanțelor de pace, care nu necesitau ca practicantul să fie avocat licențiat. S-a mutat la Buffalo în anul următor, și-a continuat studiile de drept, mai întâi în timp ce preda la școala, apoi în cabinetul de avocatură al Asei Rice și al lui Joseph Clary; în această perioadă s-a logodit cu Abigail Powers. În 1823, el a fost admis la baroul din New York și a refuzat ofertele firmelor de avocați din Buffalo să se întoarcă la East Aurora și să înceapă să profeseze ca singurul avocat al orașului. Mai târziu, Fillmore a declarat că inițial îi lipsea încrederea în sine pentru a practica în Buffalo; biograful său, Paul Finkelman, a sugerat că, după ce a fost dirijat de alții toată viața, Fillmore s-a bucurat de independența practicării meseriei sale în East Aurora. Pe 5 februarie 1826, Millard și Abigail s-au căsătorit. Au avut doi copii, Millard Powers Fillmore⁠(d) (1828-1889) și Mary Abigail Fillmore⁠(d) (1832-1854).

## Politician de Buffalo

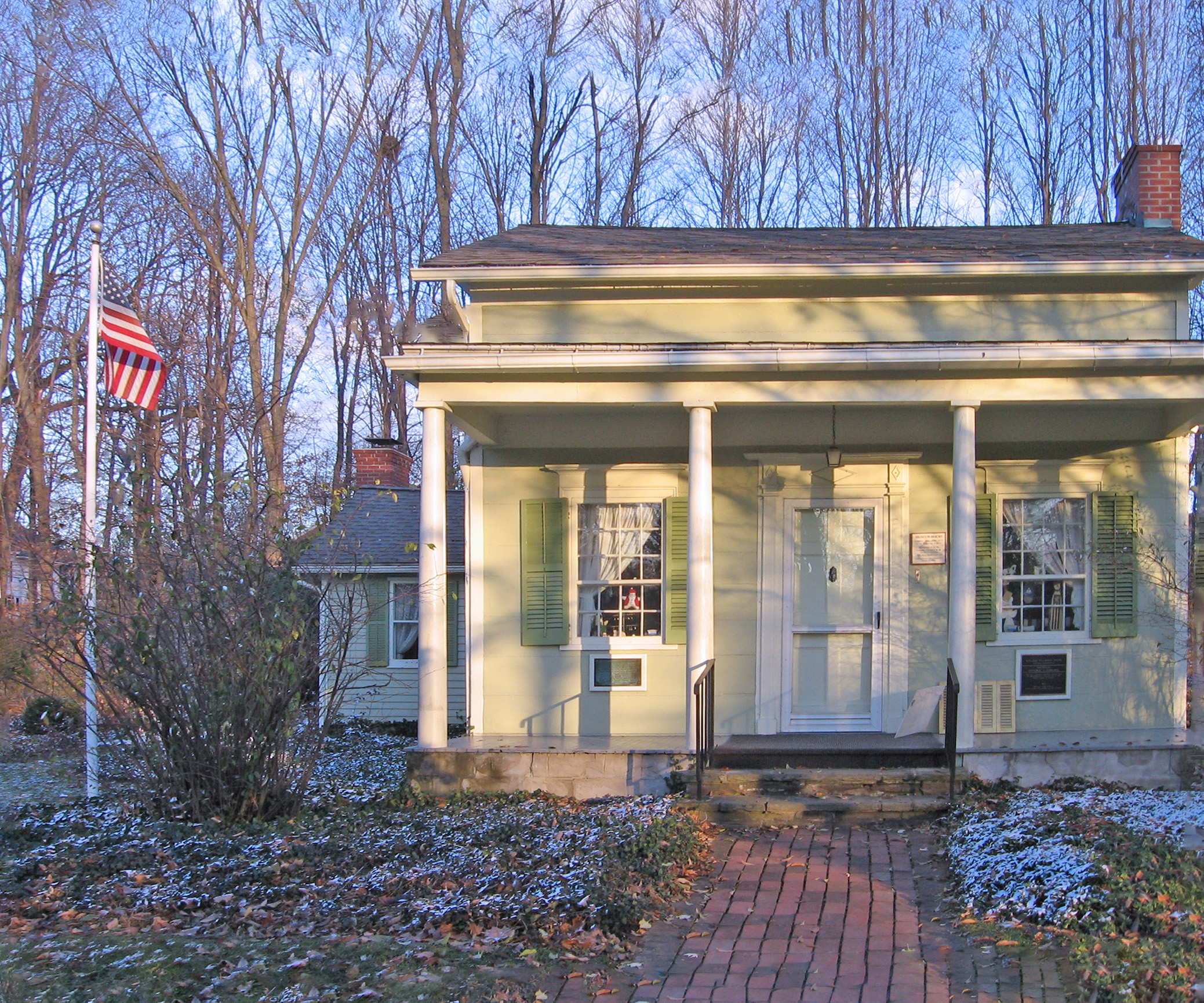
Millard Fillmore a ajutat la construirea acestei case din, și a locuit aici între 1826–1830.

Membrii familiei Fillmore erau activi în politică și guvernare; bunicul lui Millard Fillmore, Nathaniel Fillmore Sr. a lucrat în birourile locale din Bennington, inclusiv ca inspector de șosea și colector de impozite. În plus față de serviciul tatălui lui Fillmore ca judecător de pace, unchiul lui Fillmore, Calvin Fillmore, a servit în Adunarea Statului New York, iar un alt unchi, Simeon Fillmore, a servit ca supraveghetor al orașului Clarence⁠(d). Millard Fillmore era interesat de politică, iar ascensiunea partidului anti-masonic la sfârșitul anilor 1820 l-a făcut să fie inițial atras de acesta.
Mulți anti-masoni s-au opus candidaturii prezidențiale a generalului Andrew Jackson, un mason, iar Fillmore a fost delegat la o convenție din New York care l-a sprijinit pe președintele John Quincy Adams pentru realegerea sa, precum și la două convenții anti-masonice din vara anului 1828. La convenții, Fillmore, și unul dintre primii șefi politici, editorul de ziar Thurlow Weed⁠(d), s-au întâlnit și s-au impresionat unul pe celălalt. Pe atunci, Fillmore era cetățeanul cel mai important în East Aurora și a fost ales în Adunarea Statului New York, timp de trei ani, între anii 1829-1831. Alegerile din 1828 ale lui Fillmore contrastează cu victoriile democraților jacksonieni (curând democrați), care l-au trimis pe general la Casa Albă și au obținut majoritatea în Albany, astfel că Fillmore era minoritar în cadrul Adunării. S-a dovedit totuși eficient, încercând să obțină din partea legiuitorului să permită martorilor instanței să opteze să spună adevărul, în loc să facă un jurământ religios, iar în 1830 să obțină desființarea pedepsei cu închisoarea pentru datorii. Până atunci, o mare parte din practica juridică a lui Fillmore era realizată în Buffalo, iar mai târziu în acel an s-a mutat acolo cu familia; nu a candidat pentru a fi reales în 1831.
De asemenea, Fillmore a avut succes în calitate de avocat. Buffalo era pe atunci într-o perioadă de expansiune rapidă, revenindu-și după incendierea orașului de către britanici în timpul războiului din 1812, devenind capătul de vest al Canalului Erie. Cazurile din afara comitatului Erie deja ajungeau la Fillmore și era cunoscut ca avocat în Buffalo chiar înainte de a se muta acolo. L-a luat pe Nathan K. Hall⁠(d) în funcția de grefier în East Aurora; prieten de-o viață, Hall a fost partenerul lui Fillmore în Buffalo și șeful poștei cât timp a fost președinte. Buffalo era, din punct de vedere legal, un sat atunci când Fillmore a venit acolo; deși proiectul de lege care l-a ridicat la rang de oraș a trecut în legislatura după ce Fillmore a părăsit Adunarea, el a contribuit la elaborarea cartei orașului. În plus față de succesul ca avocat, Fillmore a ajutat la înființarea Asociației Liceului Buffalo, s-a alăturat liceului și a fost practicant al bisericii unitariene locale; el a devenit unul dintre cei mai importanți cetățeni ai orașului Buffalo. A fost, de asemenea, activ în Miliția din New York și a obținut gradul de maior ca inspector al Brigăzii 47.

## Congresman

### Primul mandat; reîntoarcerea în Buffalo
Deși Fillmore s-a retras din legislativ după sesiunea din 1831, nu a rămas mult timp în afara politicii. În 1832, a candidat pentru Camera Reprezentanților și a fost ales. Candidatul anti-masonic prezidențial, fostul procuror general William Wirt, a câștigat doar în Vermont, președintele Jackson câștigând cu ușurință realegerea. În acele vremuri, Congresul își convoca sesiunea anuală în decembrie, așa că Fillmore a trebuit să aștepte mai mult de un an de la alegerea sa pentru a-și ocupa locul. Fillmore, Weed și alții și-au dat seama că opoziția față de Masonerie era o nișă prea îngustă pe care să se construiască un partid național și a adunat facțiunea Partidului Whig de la Partidul Național Republican, pe anti-masoni și pe democrații dezamăgiți. Whigs au fost inițial uniți de opoziția lor față de Jackson, dar au devenit partid major prin extinderea platformei lor pentru a include sprijinul pentru creșterea economică prin refinanțarea Second Bank of US și a finanțat din fonduri federale modernizări, incluzând drumurile, podurile și canalele. Weed s-a alăturat Whigs înaintea lui Fillmore și a devenit o putere în cadrul partidului; vederile sale anti-sclavie erau mai puternice decât cele ale lui Fillmore (care, deși nu-i plăcea sclavia, considera că guvernul federal este fără putere în această chestiune) și mai apropiate de cele ale unui important membru Whig din New York, William H. Seward din Auburn, care era văzut ca fiind un protejat de-al lui Weed.
La Washington, Fillmore a cerut extinderea portului Buffalo, o decizie aflată sub jurisdicție federală, și în calitatea lui privată a făcut parte dintr-o comisie de lobby pentru Albany pentru extinderea Canalului Erie. Chiar și în timpul campaniei din 1832, afilierea lui Fillmore în calitate de anti-mason a fost incertă, dar o dată ce a depus jurământul a înlăturat rapid aceste incertitudini. Fillmore a fost observat de influentul senator din Massachusetts, Daniel Webster, care l-a luat pe noul congresman sub aripa sa. Fillmore a devenit un susținător ferm al său și relația strânsă dintre cei doi a continuat până la moartea lui Webster petrecută în timpul președinției lui Fillmore. În pofida faptului că Fillmore a sprijinit Second Bank ca mijloc de dezvoltare națională, nu a luat cuvântul în dezbaterile din Congres, în care unii au susținut reînnoirea cartei sale, deși Jackson s-a opus anterior unei legi pentru o reînnoire a cartei. Fillmore a sprijinit cosntruirea infrastructurii, votând în favoarea construirii unui pod peste râul Potomac și îmbunătățirea navigației pe Hudson.
Anti-Masoneria era încă puternică în vestul New York-ului, deși pe plan național începea să dispară, iar atunci când anti-masonii nu l-au nominalizat pentru al doilea mandat în 1834, Fillmore a refuzat nominalizarea Whig, înțelegând că cele două părți și-ar împărți voturile anti-Jackson și astfel ar fi ales candidatul democrat. În ciuda plecării lui din funcție, el a rămas candidat pentru conducerea partidului statal, Seward, candidatul pentru postul de guvernator nereușind să fie ales în 1834. Fillmore și-a petrecut timpul construindu-și cariera în domeniul dreptului și încurajând partidul Whig, care a absorbit treptat majoritatea anti-masonilor. Până în 1836, Fillmore a fost destul de încrezător în unitatea anti-Jackson astfel că a acceptat nominalizarea Whig pentru Congres. Democrații, conduși de candidatul lor la președinție, vicepreședintele Martin Van Buren, au fost victorioși la nivel național și în statul de origine al lui Van Buren, New York, dar vestul New York-ului a votat cu Whig și astfel Fillmore a revenit în Congres.

### Următoarele trei mandate
Van Buren, confruntat cu panica economică din 1837, provocată în parte de lipsa de încredere în bancnotele private, după ce Jackson a instruit guvernul să accepte doar aurul sau argintul, a convocat o sesiune specială a Congresului. Fondurile guvernului erau ținute în așa-numitele "bănci de companie", de când Jackson le-a retras de la Second Bank; Van Buren a propus plasarea de fonduri în sub-trezorerii, depozite guvernamentale care nu ar împrumuta bani. Crezând că fondurile guvernamentale ar trebui împrumutate pentru a dezvolta țara, Fillmore a simțit că acest lucru va bloca rezervele limitate ale națiunii departe de comerț. Sub-trezoreria lui Van Buren precum și alte propuneri economice au trecut, dar, pe măsură ce vremurile grele au continuat, Whigs a câștigat mai multe voturi la alegerile din 1837 și a devenit majoritar în Adunarea din New York. Aceasta a dus la începutul unei lupte pentru nominalizarea pentru postul de guvernator în 1838. Fillmore l-a susținut pe candidatul Whig la postul de vice-președinte din 1836, Francis Granger; Weed l-a preferat pe Seward. Fillmore s-a supărat când Weed a obținut nominalizarea pentru Seward, dar a rămas loial în timpul campaniei; Seward a fost ales, în timp ce Fillmore a câștigat un alt mandat în cadrul Camerei.
Rivalitatea dintre Fillmore și Seward a fost afectată de mișcarea anti-sclavie în creștere. Deși lui Fillmore nu-i plăcea sclavia, el nu a văzut nici un motiv pentru care ar trebui să devina o chestiune politică. Seward, pe de altă parte, era ostil sclaviei și a făcut ca acest lucru sa fie clar prin acțiunile sale în calitate de guvernator, refuzând să-și trimită înapoi sclavii revendicați de sudiști. Baroul din Buffalo a propus în 1839 ca lui Fillmore să i se ofere postul de vice-cancelar al celui de-al optulea district judiciar. Seward a refuzat și l-a numit pe Frederick Whittlesey; când a făcut nominalizarea, Seward a spus că, dacă Senatul statului îl va respinge pe Whittlesey, va continua să refuze numirea lui Fillmore.
Fillmore a fost activ în discuțiile despre candidații prezidențiali care au precedat Convenția națională Whig pentru cursa din 1840. El l-a sprijinit inițial pe generalul Winfield Scott, dar și-a dorit să-l învingă pe senatorul din Kentucky, Henry Clay, un proprietar de sclavi despre care credea că nu putea să facă statul New York să progreseze. Fillmore nu a participat la convenție, dar a fost mulțumit când aceasta l-a nominalizat pe generalul William Henry Harrison pentru funcția de președinte, împreună cu fostul senator din Virginia, John Tyler, candidat pentru funcția de vicepreședinte. Fillmore a organizat campania în vestul New York-ului pentru campania lui Harrison, acesta a fost ales președinte, în timp ce Fillmore a câștigat cu ușurință un al patrulea mandat în Camera Reprezentanților.
La îndemnul senatorului Clay, Harrison a convocat repede o sesiune specială a Congresului. Fillmore dorea să fie numit președintele Camerei, aceasta fiind prima dată când Whig ar fi ajuns la conducerea ei, dar în locul lui a fost ales un acolit de-al lui Clay, John White din Kentucky. Cu toate acestea, Fillmore a devenit președinte al Committee on Ways and Means. Era de așteptat ca Harrison să fie de acord cu tot ceea ce propunea Clay și ceilalți conducători ai Whig din Congres, dar acesta a murit pe 4 aprilie 1841, astfel că vicepreședintele Tyler a devenit președinte. Tyler, fost democrat, s-a dezis de propunerile din Congres ale lui Clay pentru apariția unei bănci naționale care să stabilizeze moneda, propunere pentru care și-a folosit dreptul de veto de două ori, ducând la expulzarea sa din Partidul Whig. Fillmore a rămas pe marginea acestui conflict, susținând în general poziția Whig din Congres, dar principala sa realizare ca președinte al Committee on Ways and Means a fost Tariful din 1842. Tariful existent nu proteja producția și o parte din venituri era distribuită statelor, o decizie luată în vremuri mai bune și care epuizase Trezoreria. Fillmore a pregătit o lege de majorare a tarifelor, care a fost populară în țară, dar continuarea distribuției a asigurat un veto din partea lui Tyler și un mare avantaj politic pentru Whigs. Odată ce Tyler a respins-o, un comitet al Camerei conduse de John Quincy Adams din Massachusetts a condamnat acțiunile sale. Fillmore a pregătit un al doilea proiect de lege, de această dată omițând distribuția, proiect pe care Tyler l-a semnat, dar în acest timp i-a ofensat pe aliații săi democrați. Astfel, Fillmore nu numai că și-a atins scopul legislativ, dar a reușit să-l izoleze pe Tyler.
Fillmore a fost lăudat pentru această lege, dar în iulie 1842 a anunțat că nu va candida pentru un nou mandat. Whigs l-a nominalizat oricum, dar el a refuzat. Obosit de viața de la Washington și de conflictul care se învârtea în jurul președintelui Tyler, Fillmore a încercat să se întoarcă la viața și la practicarea dreptului în Buffalo. Fillmore a continuat să fie activ în ședințele Congresului care au urmat alegerilor din 1842 și s-a întors la Buffalo în aprilie 1843. Potrivit biografului său, Scarry: „Fillmore și-a încheiat cariera în Congres într-un moment când a devenit o figură puternică, un capabil om de stat aflat în vârful popularității sale”. Thurlow Weed îl considera pe congresmanul Fillmore „capabil să dezbată, înțelept în consiliu și inflexibil în sentimentele sale politice”.

## Figură națională

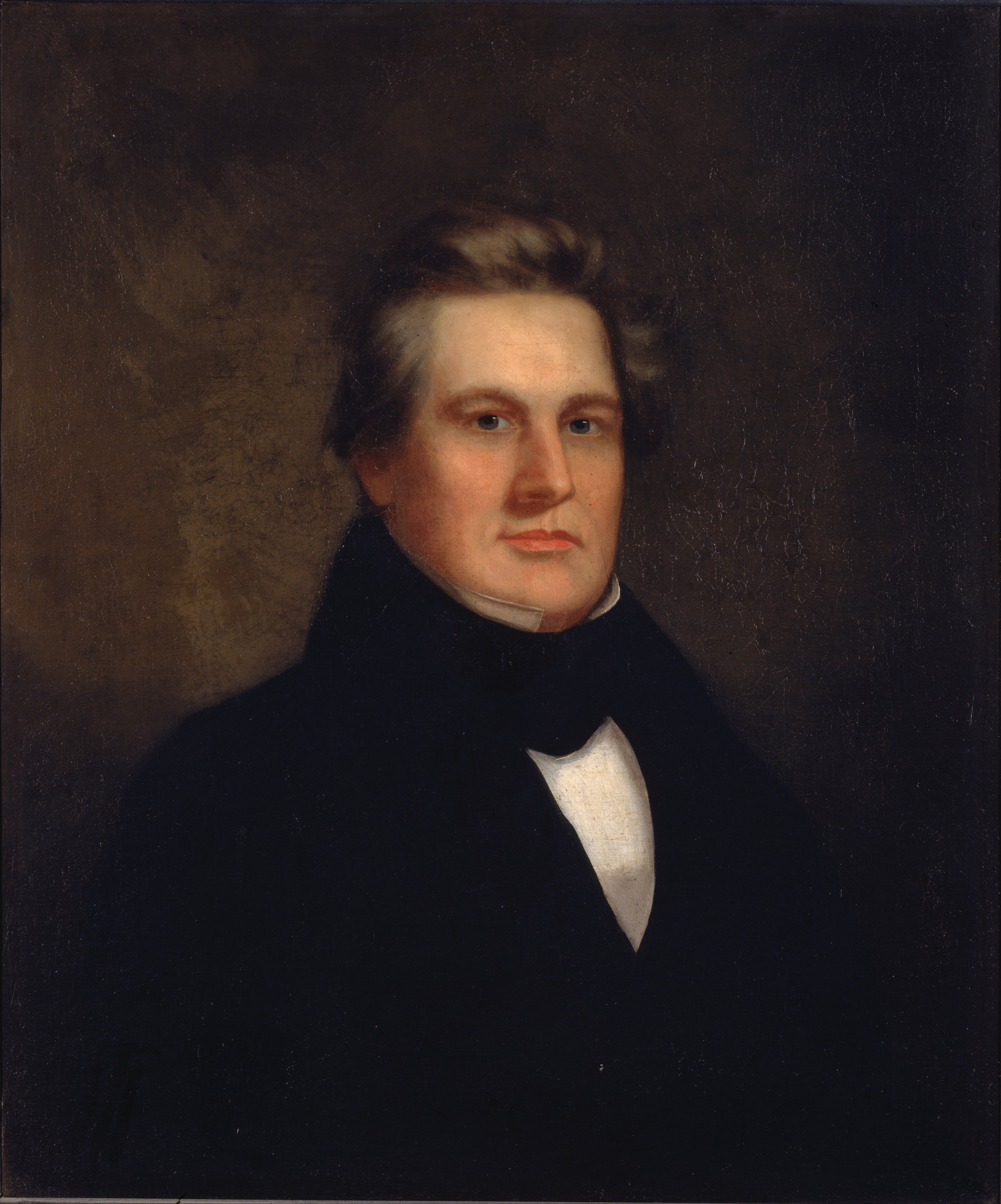
Fillmore în 1843

Fără funcție, Fillmore a continuat să practice dreptul și a făcut reparații mult timp neglijate în casa lui din Buffalo. A rămas o figură politică majoră, conducând comitetul persoanelor importante care l-au întâmpinat pe John Quincy Adams la Buffalo, fostul președinte exprimându-și regretul față de absența lui Fillmore din Congres. Unele persoane i-au cerut lui Fillmore să candideze ca vicepreședinte alături de Clay, alegerea consensuală a Whig pentru postul de președinte în 1844 - Horace Greeley a scris în privat că „prima mea alegere a fost Millard Fillmore” - alții au crezut că Fillmore ar trebui să încerce să câștige postul de guvernator pentru Whig. Fillmore dorea vicepreședinția și nu i-a luat mult timp după ce s-a întors de la Washington să încerce să se întoarcă acolo în această calitate.
Fillmore spera să obțină aprobarea delegației din New York la convenția națională, dar Weed dorea vicepreședinția pentru Seward, cu Fillmore ca guvernator. Cu toate acestea, Seward s-a retras înainte de Convenția Națională a Whig din 1844. Când înlocuitorul preferat al lui Weed, Willis Hall, s-a îmbolnăvit, Weed a încercat să îl învingă pe Fillmore la candidatură pentru postul de vicepreședinte, încercând să îl forțeze să candideze pentru guvernator. Tentativele lui Weed de a-l stimula pe Fillmore să accepte candidatura la postul de guvernator l-au determinat pe fostul congresman să scrie: „Nu sunt dispus să fiu ucis în mod necredincios de această pretinsă bunăvoință... să nu se creadă sub nici o formă că eu cred că ei doresc nominalizarea mea pentru guvernator” New York-ul a trimis o delegație la Baltimore, promițând să îl sprijine pe Clay, dar fără instrucțiuni despre cum să voteze pentru postul de vicepreședinte. Weed le-a spus delegațiilor din afara statului că delegația din New York prefera ca Fillmore să fie candidatul lor pentru postul de guvernator, iar după ce Clay a fost nominalizat pentru postul de președinte, s-a decis ca fostul senator de New Jersey, Theodore Frelinghuysen, să fie candidat pentru postul de vicepreședinte.
Fillmore s-a întâlnit și a apărut în public cu Frelinghuysen, respingând în oferta lui Weed de a fi numit candidat la postul de guvernator. Poziția lui Fillmore de a se opune sclaviei, dar crezul că guvernul nu avea puterea să o desființeze, l-a făcut acceptabil ca un candidat al Whig, iar Weed a văzut că presiunea creștea asupra lui Fillmore. Fillmore a afirmat anterior că o convenție avea dreptul de a alege pe cine dorea pentru serviciul politic, iar Weed a convenit să îl aleagă pe Fillmore, care avea un sprijin larg, în ciuda reticenței sale.
Democrații l-au desemnat pe senatorul Silas Wright drept candidatul lor pentru postul de guvernator și pe fostul guvernator din Tennessee, James K. Polk, pentru postul de președinte. Deși Fillmore a încercat să obțină sprijinul germanilor americani, o comunitate majoră, s-a simțit înșelat de imigranții din New York City care au sprijinit un candidat loc la alegerile din 1844 pentru primărie, Fillmore și partidul său fiind înfrânți. Nu a fost prietenos cu imigranții și, după înfrângerea sa, i-a învinuit pe „catolicii străini”. Clay a fost și el înfrânt. Biograful lui Fillmore, Paul Finkelman, a sugerat că ostilitatea față de imigranți și poziția slabă legată de sclavie au dus la înfrângere.
În 1846, Fillmore a fost implicat în înființarea Universității din Buffalo și a devenit primul său cancelar; a rămas în această funcție până la moartea sa, în 1874. S-a opus anexării Texasului și a vorbit împotriva războiului mexicano-american care a urmat, văzând această anexare ca o contribuție pentru a extinde tărâmul sclaviei. Fillmore a fost supărat când președintele Polk s-a opus prin veto pentru o lege de care orașul Buffalo ar fi beneficiat și a scris: „Fie ca Dumnezeu să salveze țara pentru că este evident că oamenii nu vor”. În acele vremuri guvernatorii din New York aveau un mandat de doi ani, iar Fillmore ar fi putut primi nominalizarea din partea Whig în 1846, dacă ar fi vrut. De fapt, s-a apropiat la un singur vot, în timp ce trăgea sfori pentru a obține nominalizarea pentru susținătorul său, John Young, care a fost ales. O nouă constituție pentru statul New York prevedea că pentru funcția de inspector se organizau alegeri, la fel ca și pentru cea de procuror general și alte funcții pentru care anterior se numeau de către legiuitorul statului. Activitatea lui Fillmore, ca președinte al Comittee of Ways and Means l-a făcut să devină candidat pentru funcția de controlor, și a reușit să obțină nominalizarea Whig pentru alegerile din 1847. Cu un partid unit în spate, Fillmore a câștigat cu 38.000 de voturi, cea mai mare marjă pe care un candidat Whig l-a obținut vreodată la New York pentru o funcție de stat.
Înainte de a se deplasa la Albany pentru a prelua funcția la 1 ianuarie 1848, și-a părăsit firma de avocatură și și-a închiriat casa. Fillmore a primit recenzii pozitive pentru serviciul său în calitate de controlor. Ca membru al consiliului de stat, a asigurat o extindere a instalațiilor canalului din Buffalo. Controlorul a reglementat băncile, iar Fillmore a stabilizat moneda solicitând băncilor statale să păstreze obligațiunile New York-ului și pe cele federale la valoarea bancnotelor pe care le-au emis. Un plan similar a fost adoptat de Congres în 1864.

## Alegerile din 1848

### Nominalizarea
Președintele Polk s-a angajat să nu candideze pentru un al doilea mandat, iar cu victoriile pentru alegerile în Congres în timpul ciclului electoral din 1846, Whigs au sperat că vor câștiga alegerile prezidențiale din 1848. Eternii candidați ai partidului, Henry Clay și Daniel Webster, doreau fiecare nominalizarea, și au căutat sprijinul colegilor din Congres. Mulți membrii Whigs l-au sprijinit eroul mexican de război, generalul Zachary Taylor, pentru funcția de președinte. Deși Taylor era extrem de popular, mulți nordici aveau îndoieli în ceea ce privește alegerea unui stăpân de sclavi din Louisiana într-o perioadă de tensiune în privința posibilității de a permite sclavia în teritoriile cedate de Mexic.
Cu nominalizarea nehotărâtă, Weed a făcut câteva manevre pentru ca New York, să trimită o delegație neangajată la Convenția Națională a Whig din 1848 care a avut loc la Philadelphia, sperând să aranjeze lucrurile astfel încât fostul guvernator Seward să fie candidat. L-a convins pe Fillmore să susțină o candidatură neangajată, deși nu i-a spus care erau speranțele lui în legătură cu Seward. Weed a fost un editor influent, iar Fillmore a avut tendința de a coopera cu el pentru binele  partidului Whig. Dar Weed a avut adversari puternici, incluzându-l pe guvernatorul Young, care nu-l plăcea pe Seward și nu dorea să-l vadă câștigând un post important.
În ciuda eforturilor lui Weed, Taylor a fost nominalizat la cea de a patra rundă de alegeri, atrăgând mânia susținătorilor lui Clay și a unei facțiuni din nord-est. Când ordinea a fost restabilită, John A. Collier, un adversar al New York-ului și al lui Weed, s-a adresat convenției. Delegații așteptau fiecare cuvânt al său, întrucât s-a descris ca un partizan al lui Clay; el a votat pentru Clay la fiecare rundă a alegerilor. A descris elocvent durerea suporterilor lui Clay, frustrați din nou de o înfrângere în încercarea de a-l face pe Clay președinte. Collier a avertizat despre o ruptură fatală a partidului și a afirmat că un singur lucru ar putea împiedica această ruptură: numirea lui Fillmore în funcția de vicepreședinte, pe care l-a descris incorect ca fiind un puternic susținător al lui Clay. Într-adevăr, Fillmore a fost de acord cu multe dintre pozițiile lui Clay, dar nu l-a sprijinit pentru postul de președinte și nu se afla în Philadelphia. Delegații nu știau aceste lucruri și a existat o puternică reacție în favoarea lui Fillmore. În acele vremuri, candidatul la președinție nu își alegea în mod automat colegul său de conducere și, în ciuda eforturilor managerilor ale lui Taylor de a obține nominalizarea pentru Abbott Lawrence din Massachusetts, Fillmore a devenit nominalizatul partidului Whig pentru postul de vicepreședinte în cel de-al doilea tur de scrutin.

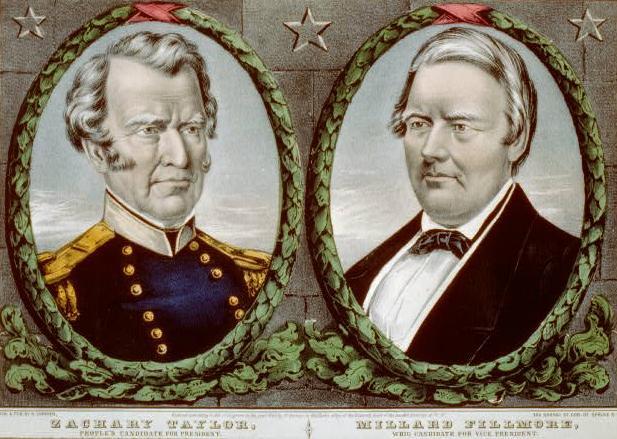
Afișul de campanie al echipei Taylor/Fillmore realizat de Nathaniel Currier

Weed dorea nominalizarea pentru postul de vicepreședinte pentru Seward (care a atras puține voturi ale delegaților), iar Collier a acționat pentru a zădărnici și mai mult planurile lui, deoarece în acele vremuri, nimeni din statul New York nu putea fi numit în cabinet. Fillmore a fost acuzat de complicitate în favoarea acțiunilor lui Collier, dar acest lucru nu a fost niciodată dovedit. Cu toate acestea, au existat motive temeinice pentru alegerea lui Fillmore, întrucât era o persoană care putea aduce voturi din colegiul important al New York-ului, iar istoricul său în Congres a demonstrat devotamentul său pentru doctrina Whig, eliminând temerile că ar putea fi un alt Tyler dacă se întâmpla ceva cu generalul Taylor. Delegații i-au adus aminte de rolul său în timpul legii Tarifului din 1842. Rivalitatea sa cu Seward (deja cunoscut pentru părerile și declarațiile anti-sclavie) l-a făcut mai acceptabil în Sud.

### Campania pentru alegerile generale
În America de la mijlocul secolului al XIX-lea era obișnuit ca un candidat pentru un birou înalt să nu urmărească realegerea. Astfel, Fillmore a rămas la biroul de control din Albany și nu a ținut nici un discurs; campania din 1848 a fost condusă în ziare și cu adresări ale unor înlocuitori la mitinguri. Democrații l-au nominalizat pe senatorul de Michigan, Lewis Cass, pentru postul de președinte, împreună cu generalul William O. Butler pentru cel de vicepreședinte, dar li s-a alăturat o a treia candidatură, din parte Free Soil Party, care se opunea răspândirii sclaviei, și care l-a a ales pe fostul președinte Van Buren. A existat un moment de criză printre Whigs când Taylor a acceptat de asemenea nominalizarea din partea unui grup de democrați dizidenți din Carolina de Sud. Temându-se că Taylor va fi un renegat de partid ca Tyler, Weed a programat la sfârșitul lunii august o adunare în Albany pentru a alege o listă de alegători prezidențiali, dar Fillmore a intervenit împotriva editorulului, asigurându-l că Taylor era loial partidului.

Rezultate pe state. Cele câștigate de Taylor și Fillmore sunt în galben.

Nordiștii au presupus că Fillmore, provenind dintr-un stat liber, era un adversar al răspândirii sclaviei. Sudiștii l-au acuzat că este un aboliționist, ceea ce el a negat cu hotărâre. Fillmore a răspuns unui locuitor din Alabama într-o scrisoare publicată că sclavia este un rău, dar unul asupra căruia guvernul federal nu are nici o autoritate.  Taylor și Fillmore au corespondat de două ori în septembrie, cu mulțumirea generală că a fost rezolvată criza Carolina de Sud. Fillmore, pe de altă parte, l-a asigurat pe colegul său de candidatură, că perspectivele electorale pentru vot arătau bine, mai ales în nord-est.
În cele din urmă, candidatura Taylor/Fillmore a câștigat clar, iar voturile electorale din New York au fost din nou esențiale pentru alegeri. Candidatura Whig a câștigat votul popular cu 1.361.393 (47,3%) la 1.223.460 (42,5%) și a triumfat în Colegiul Electoral cu scorul 163-127. Candidații partidelor mici nu au primit nici un vot electoral, dar puterea mișcării anti-sclavie a fost demonstrată de votul pentru Van Buren, care, deși nu a câștigat nici un stat, a obținut 291.501 voturi (10,1%) și a terminat pe locul doi în New York, Vermont și Massachusetts.

## Vicepreședinte (1849-1850)

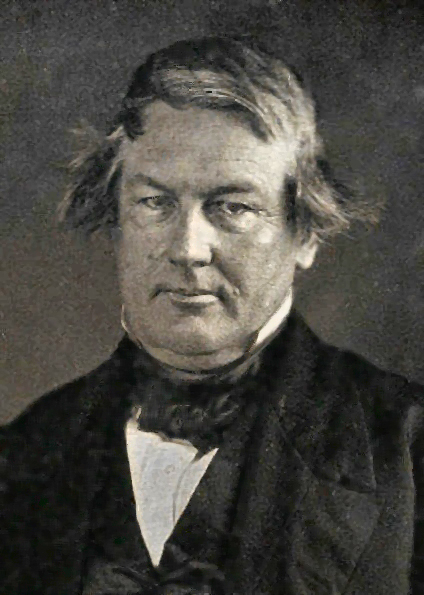
Fillmore în 1849

Millard Fillmore a fost învestit în calitate de vicepreședinte pe 5 martie 1849, în Camera Senatului. Întrucât ziua de 4 martie, pe atunci ziua obișnuită a inaugurării, a căzut într-o duminică, depunerea jurământului a fost amânată pentru ziua următoare. Fillmore a depus jurământul în fața judecătorului Roger B. Taney, șef al Curții Supreme și, la rândul său, a primit jurământul senatorilor care și-au început mandatele, inclusiv Seward, care în februarie fusese ales de legislativul din New York. Fillmore a ieșit apoi cu senatorii pentru a fi de față la depunerea jurământului de către Taylor și în acea seară l-a însoțit pe președinte la balurile inaugurale.
Fillmore a petrecut cele patru luni dintre alegeri și depunerea jurământului prin festivități pregătite de Whigs din New York și de lichidarea afacerilor în biroul inspectorului. Taylor îi promisese că va avea influență în noua administrație, dar președintele ales a crezut în mod eronat că vicepreședintele era membru al cabinetului, ceea ce nu era adevărat în secolul al XIX-lea. Fillmore, Seward și Weed s-au întâlnit și au ajuns la un acord general cu privire la împărțirea locurilor de muncă în birourile federale din New York. Seward, odată plecat la Washington, i-a cunoscut pe cei nominalizați în cabinetul lui Taylor, pe consilierii și pe fratele generalului, iar o alianță între administrația viitoare și mașinațiunile lui Weed s-a pus la punct fără ca Fillmore să fie informat. În schimbul susținerii, Seward și Weed aveau dreptul să desemneze persoanele care vor ocupa posturile federale din New York, lui Fillmore oferindu-i-se mult mai puțin decât se puseseră de acord. Când Fillmore, după inaugurare, a descoperit acest lucru, s-a dus la Taylor, care a făcut ca războiul împotriva influenței lui Fillmore să se intensifice. Suporterii lui Fillmore, cum ar fi Collier, care l-au nominalizat la convenție, au fost trecuți cu vederea în favoarea unor candidații susținut de Weed, care a triumfat chiar și în Buffalo. Acest lucru a sporit considerabil influența lui Weed în politica din New York și a diminuat rolul lui Fillmore. Potrivit lui Rayback, „până la jumătatea anului 1849, situația lui Fillmore a devenit disperată“. În ciuda lipsei sale de influență, a fost cicălit de către solicitanții de funcții și de cei care aveau o casă de închiriat sau de vânzare, pentru vicepreședinte. Un aspect al funcției sale de care s-a bucurat, datorită plăcerii sale continue de a învăța: a devenit profund implicat în administrarea Institutul Smithsonian ca membru din oficiu al Comitetului său de Regenți.
În 1849, problema sclaviei a rămas nerezolvată în teritorii. Taylor a susținut admiterea Californiei și a statului New Mexico ca state membre; ambele erau susceptibile de a aboli sclavia. Sudiștii au fost surprinși să afle că președintele, în ciuda faptului că era stăpân de sclavi, nu a sprijinit introducerea sclaviei în noile teritorii, deoarece el credea că instituția nu ar putea înflori în sud-vestul arid. A existat o furie în rândul liniilor de partid din sud, unde s-a considerat că a face teritoriile libere de sclavie însemna excluderea sudului din patrimoniul național. Atunci când Congresul s-a întrunit în decembrie 1849, această discordie s-a manifestat în alegerile pentru președintele camerei, alegeri care au durat săptămâni întregi și zeci de rânduri de alegeri.

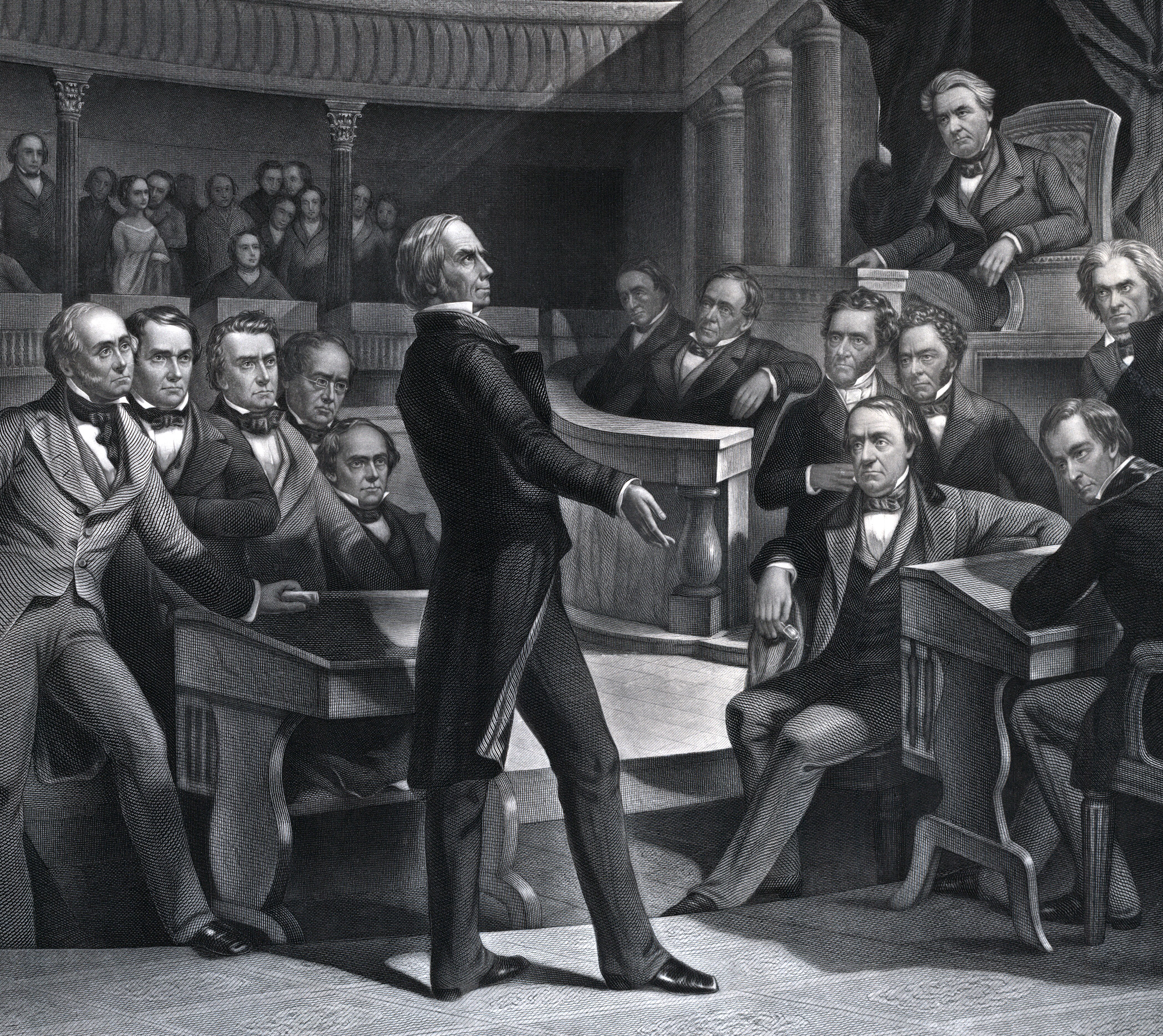
După o gravură a lui Peter F. Rothermel: vicepreședintele Fillmore (dreapta sus) prezidează o dezbatere în care Henry Clay ia cuvântul în vechiul Senat. John C. Calhoun (văzut parțial stând în dreapta lui Fillmore) și Daniel Webster (șezând în stânga lui Clay).

Fillmore a contracarat mașinațiunile lui Weed construind o rețea Whigs în statul New York, pozițiile lor fiind publicate prin crearea unui ziar rival lui Albany Evening Journal al lui Weed. Acesta a fost susținut de oameni bogați din New York. Toate pretențiile de prietenie dintre Fillmore și Weed au dispărut în noiembrie 1849, când aceștia s-au întâlnit la New York și s-au acuzat reciproc.
Fillmore a prezidat unele dintre cele mai importante și pasionate dezbateri din istoria americană, deoarece Senatul a dezbătut dacă să permită sclavia în teritorii. Conflictul fracționar în curs de desfășurare a avut deja multe dezbateri când, la 21 ianuarie 1850, președintele Taylor a trimis un mesaj special Congresului cerând admiterea imediată a Californiei și ulterioară a statului New Mexico și că Curtea Supremă va soluționa disputa de frontieră prin care statul Texas revendicase o mare parte din ceea ce este acum statul New Mexico. La 29 ianuarie, Henry Clay a prezentat ceea ce s-a numit Legea Omnibus. Proiectul de lege ar fi adus succese atât nordului, cât și sudului: ar fi admis California ca stat liber, ar fi organizat guverne teritoriale în New Mexico și Utah și ar fi interzis importul de sclavi în Districtul Columbia pentru vânzarea și exportul din acesta. De asemenea, ar fi înăsprit Legea Sclavilor Fugari, deoarece rezistența la executare în unele părți ale Nordului a fost o nemulțumire constantă a Sudului. Legea lui Clay prevedea soluționarea disputei de graniță dintre Texas și New Mexico; statutul sclaviei în teritorii ar fi fost decis de cei care locuiesc acolo (cunoscut sub numele de suveranitate populară). Taylor nu a fost entuziasmat de proiectul de lege și a stagnat în Congres, dar Fillmore, după ce a auzit săptămâni de dezbatere, l-a anunțat în mai 1850 pe Taylor că dacă senatorii ar vota în mod egal proiectul de lege, votul său, car ar fi fost decisiv, l-ar fi dat în favoarea legii. El a făcut tot posibilul pentru a menține pacea în rândul senatorilor, reamintind puterea vicepreședintelui de a-i exclude din ședințe, dar a fost învinuit că nu a reușit să o mențină atunci când, pe 17 aprilie, a izbucnit o confruntare fizică între Henry S. Foote din Mississippi și Thomas Hart Benton din Missouri, Foote îndreptând o armă către colegul său în timp ce Benton avansa spre el.

## Președinția (1850–1853)

### Succesiunea pe fondul crizei

Portretul gravat al lui Fillmore ca președinte

4 iulie 1850 a fost o zi foarte caldă în Washington, iar președintele Taylor, care a participat la ceremoniile din 4 iulie, s-a răcorit, probabil cu lapte rece și cireșe. Ceea ce a consumat, probabil, i-a dat gastroenterită și a murit pe 9 iulie. Taylor, poreclit "Bătrânul Dur și Pregătit", și-a câștigat reputația de duritate prin campania militară în timpul căldurii, iar moartea lui bruscă a venit ca un șoc pentru națiune.
Fillmore fusese chemat din de la prezidiul Senatului pe 8 iulie și s-a alăturat membrilor cabinetului la veghe în afara dormitorului lui Taylor la Casa Albă. El a primit notificarea oficială a morții președintelui, semnată de cabinet, în seara zilei de 9 iulie, la reședința sa de la Hotelul Willard. După ce a luat cunoștință asupra conținutului scrisorii și a petrecut o noapte fără somn, Fillmore s-a dus la Camera Reprezentanților, unde, într-o sesiune comună a Congresului, a depus jurământul de președinte în fața lui William Cranch, judecător-șef al instanței federale pentru Districtul Columbia, și omul în fața căruia a depus jurământul președintele Tyler. Funcționarii cabinetului, după cum se obișnuia atunci când un nou președinte prelua funcția, și-au prezentat demisia, așteptând ca Fillmore să refuze, permițându-le să-și continue activitatea. Fillmore a fost marginalizat de membrii cabinetului, iar noul președinte a acceptat demisiile, deși le-a cerut să rămână timp de o lună, ceea ce majoritatea dintre ei au refuzat. Fillmore este singurul președinte care a succedat în funcția ca urmare a decesului președintelui sau a demisiei acestuia care, cel puțin inițial, nu a păstrat cabinetul predecesorului său. El se afla deja în discuții cu liderii Whig și la 20 iulie a început să trimită noi nominalizări la Senat, iar cabinetul Fillmore să fie condus de Webster ca secretar de stat. Webster și-a înfuriat constituenții din Massachusetts, susținând proiectul de lege al lui Clay, și cum mandatul său se încheia 1851 nu avea viitor electoral în statul său de origine. Fillmore și-a numit vechiul său partener de drept, Nathan Hall, ca director aș poștei, o funcție în cabinet care controla multe numiri. Noii șefi de departamente au fost, în cea mai mare parte, suporteri ai Compromisului, precum Fillmore.
Pauza scurtă în politică ca urmare a suferinței provocate de moartea lui Taylor nu a redus criza. Texas a încercat să își exercite autoritatea pe teritoriul New Mexico, iar guvernatorul statului, Peter H. Bell, a trimis scrisori beligerante președintelui Taylor. Fillmore a primit o astfel de scrisoare după ce a devenit președinte. El a întărit trupele federale din zonă și l-a avertizat pe Bell că trebuie să mențină pacea. Până la 31 iulie, proiectul de lege al lui Clay a fost efectiv mort, deoarece toate dispozițiile semnificative au fost eliminate cu excepția organizării teritoriului Utah - unul dintre reprezentații Whig a spus că „mormonii“ erau singurii rămași în această lege. Senatorul din Illinois, Stephen A. Douglas, a pășit în prim-plan, cu acordul lui Clay, propunând să se spargă legea în părți individuale care ar putea fi trecute pe bucăți. [96] Fillmore a susținut această strategie, legea fiind împărțită în cinci proiecte de legi.
Fillmore a trimis un mesaj special Congresului la 6 august 1850, dezvăluind scrisoarea guvernatorului Bell și răspunsul său, avertizând că texanii înarmați ar putea fi considerați intruși și a cerut Congresului să dezamorseze tensiunile prin trecerea compromisului. Fără Marele Triumvirat al lui John C. Calhoun, Webster și Clay, care a dominat mult timp Senatul, Douglas și alții au condus acest organism spre pachetul de legi susținut de administrație. Fiecare proiect de lege a trecut de Senat, cu sprijinul facțiunii care o dorea, plus câțiva membri care erau hotărâți să vadă toate legile trecute. Lupta s-a mutat apoi la Camera Reprezentanților, care avea o majoritate nordică din cauza populației. Cel mai controversat a fost Legea Sclavilor Fugiți, ale cărei dispoziții erau anatema pentru aboliționiști. Fillmore a presat pentru ca Whigs din nord să se abțină mai degrabă decât să se opună, inclusiv New York-ului - amenințând să împiedice renominalizarea congresmanului Abraham Schermerhorn de la Rochester, ai cărui constituenți îl includea pe Frederick Douglass, dacă ar fi votat împotriva proiectului de lege. Prin procesul legislativ s-au făcut diverse schimbări, inclusiv stabilirea unei granițe între teritoriul New Mexico și statul Texas - Texas urmând să primească o sumă de bani pentru a soluționa orice pretenții. California a fost admisă ca stat liber, comerțul cu sclavi din district a fost încheiat, iar statutul final al sclaviei în New Mexico și Utah urma să fie rezolvat mai târziu. Fillmore a semnat legile imediat cum au ajuns la biroul său, ținând Legea Sclavilor Fugiți timp de două zile până când a primit un aviz favorabil cu privire la constituționalitatea sa de la noul procuror general, John J. Crittenden. Deși unii nordici erau nemulțumiți de această lege, ușurarea era larg răspândită, precum și speranța că aceasta ar rezolva problema sclaviei. 

### Politica internă

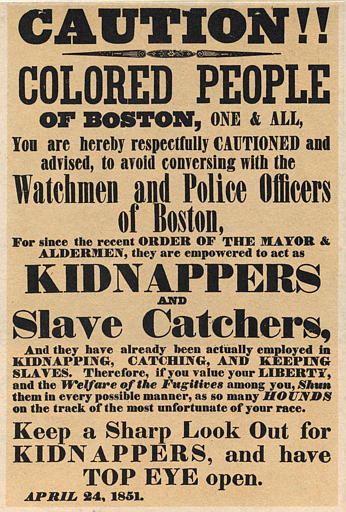
Afiș din 1851 care avertiza poliția din Boston să aplice Legea Sclavilor Fugiți

Legea Sclavilor Fugari a continuat să fie controversată și după adoptarea sa: sudiștii s-au plâns despre încetinirea aplicării, dar multora din nord-este li s-a părut că aplicarea ei este foarte ofensatoare. Aboliționiștii au declamat inechitățile legii: pedepsea grav orice ajutor dat unui sclav fugit și, dacă era capturat, el nu avea parte de un proces corect și nu putea depune mărturie în fața unui magistrat care ar fi fost plătit mai mult să decidă că este sclav decât să decidă că nu este. Cu toate acestea, Fillmore s-a considerat legat de jurământul său de președinte și de înțelegerea făcută pentru ajungerea la Compromis pentru a aplica Legea Sclavilor Fugiți. A făcut acest lucru chiar dacă unele acuzații sau încercări de a se întoarce sclavi s-au încheiat prost pentru guvern, cu achitarea sau cu sclavul luat din custodia federală și cu eliberarea lui de către o gloată din Boston. Astfel de cazuri au fost publicate pe scară largă în nord și în sud, și au inflamat pasiunile în ambele locuri, subminând sentimentul bun care a urmat Compromisului.
În august 1850, reformatoarea socială Dorothea Dix i-a scris lui Fillmore, îndemnându-l să susțină propunerea sa în cadrul Congresului pentru acordarea de granturi pentru finanțarea azilurilor pentru bolnavii mentali din sărăcie. Deși propunerea ei nu a trecut, au devenit prieteni, întâlnindu-se personal și corespondând, continuând cu mult după încheierea președinției lui Fillmore. În luna septembrie a aceluiași an, Fillmore l-a numit pe Brigham Young, liderul Bisericii lui Isus Hristos a Sfinților din Zilele din Urmă ca prim guvernator al Teritoriului Utah. Drept recunoștință, Young a numit prima capitală teritorială „Fillmore“ și ținutul înconjurător „Millard“.
Susținător al dezvoltării infrastructurii naționale, Fillmore a semnat facturi pentru a subvenționa calea ferată Central Illinois de la Chicago la Mobile și pentru un canal la Sault Sainte Marie. Completarea din 1851 a căii ferate Erie din New York i-a determinat pe Fillmore și cabinetul său să călătorească în primul tren de la New York City până la țărmurile lacului Erie, împreună cu mulți alți politicieni și demnitari. Fillmore a ținut multe discursuri de-a lungul drumului de pe platforma din spate a trenului, cerând acceptarea Compromisului, și apoi a mers într-un tur în New England cu membrii sudiști ai cabinetului său. Deși Fillmore a cerut Congresului să autorizeze o cale ferată transcontinentală, acesta nu a făcut acest lucru decât un deceniu mai târziu.
Fillmore a numit un judecător la Curtea Supremă a Statelor Unite și a făcut patru numiri la tribunalele districtuale ale Statelor Unite, inclusiv pe cea a partenerului său de drept și a ofițerului de cabinet, Nathan Hall, la tribunalul federal din Buffalo. Atunci când judecătorul de la Curtea Supremă de Justiție, Levi Woodbury, a murit în septembrie 1851, Senatul nefiind în ședință, Fillmore l-a numit pe Benjamin Robbins Curtis la instanța de judecată. În decembrie, după convocarea Congresului, Fillmore a făcut o nominalizare formală a lui Curtis, care a fost confirmat. Judecătorul Curtis, a obiectat în cazul de sclavi Dred Scott v. Sandford în 1857 și și-a prezentat demisia de onoare.
Moartea judecătorului John McKinley în 1852 a condus la încercări repetate și nereușite ale președintelui de a umple postul vacant. Senatul nu a luat nici o măsură în privința numirii avocatului din New Orleans Edward A. Bradford. A doua alegere a lui Fillmore, George Edmund Badger, a cerut retragerea numelui său. Senatorul-ales Judah P. Benjamin a refuzat să fie numit. Nominalizarea lui William C. Micou, avocat din New Orleans recomandat de Benjamin, nu a fost confirmat de Senat. Postul vacant a fost în cele din urmă ocupat după mandatul lui Fillmore, când președintele Franklin Pierce l-a numit pe John Archibald Campbell, confirmat de Senat.

### Politica externă

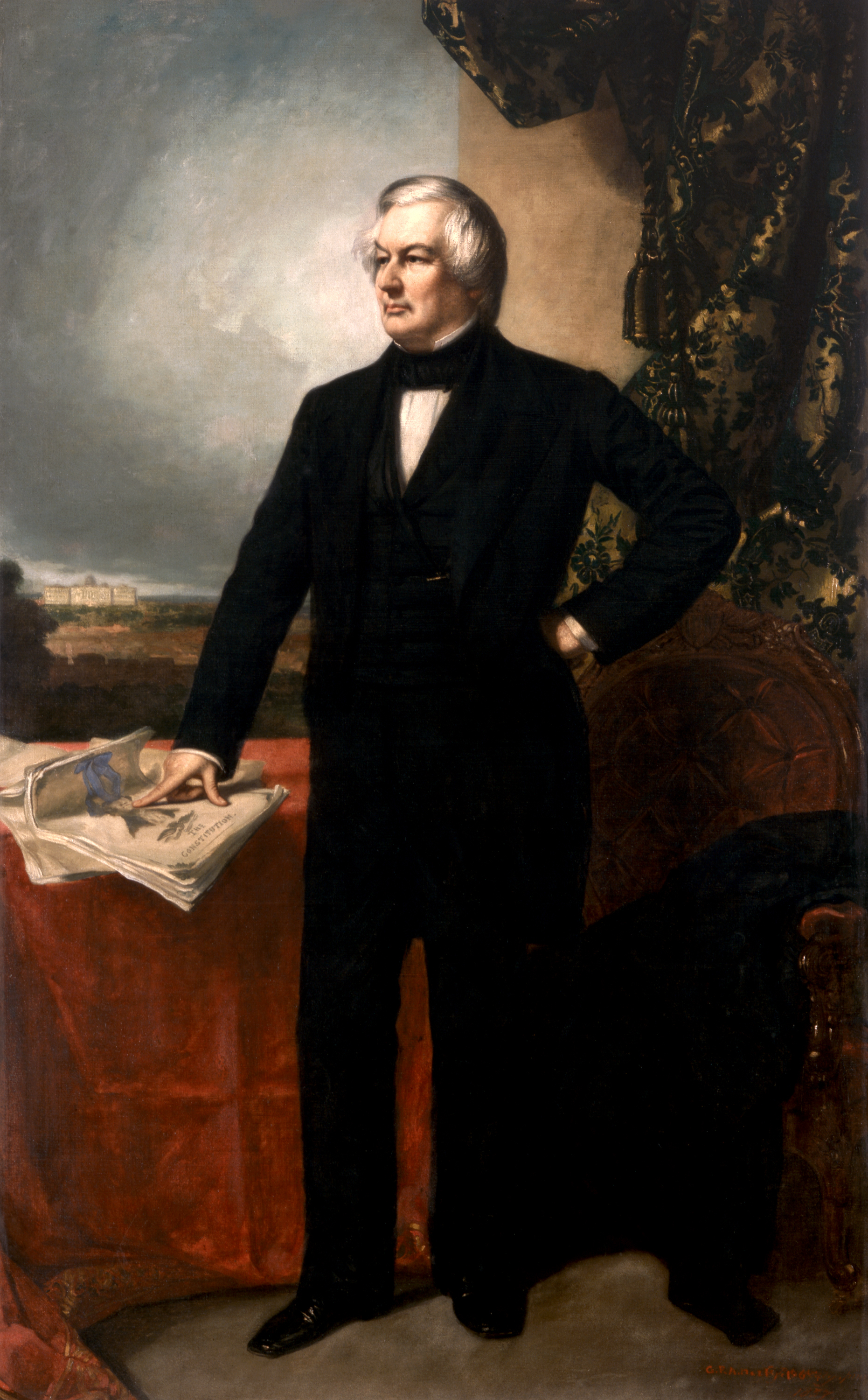
Portretul oficial de la Casa Albă a lui Millard Fillmore

Fillmore a supravegheat doi secretari de stat foarte competenți, Daniel Webster, și după moartea lui în 1852, Edward Everett, luând toate deciziile importante. Președintele a fost deosebit de activ în Asia și Pacific, în special în ceea ce privește Japonia, care la acel moment a interzis aproape toate contactele externe. Comercianții americani și proprietarii de nave doreau ca Japonia să fie „deschisă“ pentru comerț. Acest lucru ar fi permis nu numai comerțul, ci ar fi permis navelor americane să ceară hrană și apă, și ajutor în cazuri de urgență, fără a fi pedepsite. Erau preocupați de faptul că marinarii americani eșuați pe coasta japoneză erau închiși ca infractori. Fillmore și Webster l-au trimis pe Comodorul Matthew C. Perry să obțină deschiderea Japoniei către relațiile cu lumea exterioară, cu forța, dacă este necesar. Deși comodorul nu a ajuns în Japonia decât după încheierea mandatului lui Fillmore, Fillmore a comandat Expediția Perry.
Fillmore a fost un adversar ferm al influenței europene în Hawaii. Franța în timpul lui Napoleon al III-lea a dorit să anexeze Hawaii, dar s-a retras după ce Fillmore a emis un mesaj puternic, avertizând că „Statele Unite nu vor susține nicio astfel de acțiune“. Taylor a presat Portugalia să-și plătească creanțele către SUA datând din timpul războiului din 1812, și a refuzat ofertele de arbitraj; Fillmore a obținut o înțelegere favorabilă.
Fillmore a avut dificultăți în privința Cubei; mulți sudiști sperau să vadă insula ca parte a teritoriului de sclavi al S.U.A.: Cuba era o colonie a Spaniei unde se practica sclavia. Aventurierul venezuelean Narciso López a recrutat americani pentru trei expediții neutorizate în Cuba, în speranța de a răsturna domnia spaniolă de acolo. După cea de-a doua încercare din 1850, López și unii dintre urmașii săi au fost inculpați pentru încălcarea Legii Neutralității, dar au fost achitați rapid de către juriile prietenoase din sud. Expediția finală a lui López s-a încheiat cu executarea sa de către spanioli, care au pus mai mulți americani în fața plutonului de execuție, inclusiv pe nepotul procurorului general Crittenden. Acest lucru a dus la revolte împotriva spaniolilor din New Orleans, cauzând fuga consulului lor; istoricul Elbert E. Smith, care a scris despre președințiile Taylor și Fillmore, a sugerat că Fillmore ar fi putut porni un război împotriva Spaniei dacă ar fi vrut. În schimb, Fillmore, Webster și spaniolii au elaborat o serie de măsuri de salvare a crizei fără conflicte armate. Mulți sudiști, inclusiv Whigs, i-au sprijinit pe expediționari, iar răspunsul lui Fillmore a ajutat la împărțirea partidului la apropierea alegerilor din 1852.
Un eveniment mult mediatizat al președinției lui Fillmore a fost sosirea la sfârșitul anului 1851 a lui Lajos Kossuth, liderul exilat al unei revoluții maghiare împotriva Austriei. Kossuth a dorit ca SUA să recunoască independența Ungariei. Mulți americani simpatizau cu rebelii maghiari, în special imigranții germani, care veneau în SUA în număr mare și deveniseră o forță politică majoră. Kossuth a fost sprijinit de Congres, iar Fillmore a permis o întâlnire la Casa Albă după ce a primit cuvântul că Kossuth nu va încerca să o politizeze. În ciuda promisiunii sale, Kossuth a ținut un discurs care îi promova cauza. Entuziasmul american pentru Kossuth s-a disipat și a plecat spre Europa; Fillmore a refuzat să schimbe politica americană, rămânând neutru.

### Alegerile din 1852 și încheierea mandatului
Pe măsură ce alegerile din 1852 se apropiau, Fillmore a rămas indecis dacă să candideze pentru un mandat complet de președinte. Secretarul Webster râvnea de mult timp la fotoliul de președinte și, deși trecut de șaptezeci de ani, a planificat o ultimă încercare de a câștiga Casa Albă. Fillmore era de acord cu ambițiile vechiului său prieten, dar, deși a publicat o scrisoare la sfârșitul anului 1851, afirmând că nu dorea un mandat complet, era reticent să excludă o candidatură, temându-se că partidul va fi capturat de către sewardiști. Astfel, apropiindu-se convenția națională din Baltimore, care urma să aibă loc în iunie 1852, principalii candidați erau Fillmore, Webster și General Scott. Weed și Seward l-au sprijinit pe Scott; la sfârșitul lunii mai, democrații l-au nominalizat pe fostul senator din New Hampshire, Franklin Pierce, care renunțase la politica națională cu aproape un deceniu înainte de 1852, dar al cărui profil devenit mai important din cauza prezenței sale militare în războiul mexican. Nominalizarea lui Pierce, un nordic cu o vedere apropiată de sudiști în ceea ce privește sclavia, a unit democrații și a însemnat că Whig avea un candidat important care să se confrunte pentru a obține președinția.
Pe atunci Fillmore era nepopular printre nordicii Whig pentru că semnase și aplicase Legea Sclavilor Fugiți, dar a avut un sprijin considerabil din partea sudului, unde a fost văzut ca singurul candidat capabil de a uni partid. Odată ce Convenția a adoptat o platformă de partid favorabilă Compromisului ca o soluționare definitivă a problemei sclaviei, Fillmore era dispus să se retragă, dar a constatat că mulți dintre susținătorii săi nu l-au putut accepta Webster și această retragere ar duce la nominalizarea lui Scott. Convenția era blocată, iar acest lucru a persistat până sâmbătă, 19 iunie, când avuseseră loc 46 rânduri de alegeri; delegații au luat o pauză până luni. Liderii de partid au propus o înțelegere atât lui Fillmore, cât și lui Webster: dacă secretarul ar putea crește numărul voturilor sale în următoarele câteva tururi de alegeri, câțiva susținători ai lui Fillmore i se vor alătura pentru a ajunge pe primul loc; dacă acest lucru nu se întâmpla, Webster urma să se retragă în favoarea lui Fillmore. Președintele a fost de acord foarte rapid, dar Webster a amânat decizia până luni dimineață. În cel de-al 48-lea tur de alegeri, delegați care îl susțineau pe Webster au început să să alăture lui Scott, iar generalul a câștigat nominalizarea la turul 53. Webster a fost mult mai nefericit față de rezultat decât a fost Fillmore, care a refuzat demisia secretarului. Lipsit de voturile multora din sud, și, de asemenea, din partea nordicilor, care depindeau de comerțul pașnic, Scott a fost ușor de învins de către Pierce în noiembrie. Smith a sugerat că Whigs ar fi putut avea mai multe șanse cu Fillmore.
Ultimele luni ale mandatului lui Fillmore s-au desfășurat fără evenimente importante. Webster a murit în octombrie 1852, iar spre sfârșitul său, Fillmore a acționat efectiv ca secretar de stat propriu fără incidente, iar Everett l-a înlocuit fără probleme. Fillmore intenționa să țină un discurs moralizator în Congres cu privire la chestiunea sclaviei în ultimul său mesaj anual din decembrie, dar despre acesta s-a discutat în cabinetul său și s-a mulțumit să sublinieze prosperitatea națiunii, exprimându-și recunoștința pentru ocazia de a o servi. Fillmore și-a încheiat mandatul la 4 martie 1853, fiind succedat de Pierce.

## Post-președinție

### Tragedie și turbulențele politice
Fillmore a fost primul președinte care s-a întors la viața privată fără a fi în mod independent bogat sau în posesia unei proprietăți imobiliare și, fără nici o pensie anticipată, nu știa cum va trăi conform cu demnității fostei sale funcții. Prietenul său, judecătorul Hall, l-a asigurat că ar fi potrivit pentru el să practice dreptul la curțile superioare din New York, iar Fillmore intenționa să facă acest lucru.  Familia Fillmore a planificat să facă un tur al Sudului după ce a părăsit Casa Albă, dar Abigail a răcit la inaugurarea președintelui Pierce, răceală care s-a transformat în pneumonie și a murit la Washington la 30 martie 1853. Un Fillmore Fillmore s-a întors la Buffalo pentru înmormântare. Faptul că era în doliu l-a făcut să își limiteze activitățile sociale și veniturile din investiții erau suficiente pentru a putea plăti necesitățile pe care le avea. A fost din nou îndoliat la 26 iulie 1854, când singura lui fiică, Mary, a murit de holeră.
Fostul președinte a ieșit din izolare la începutul anului 1854, când dezbaterea asupra legii Kansas-Nebraska a senatorului Douglas a implicat națiunea. Aceasta ar fi deschis porțiunea nordică a Achiziției Louisianei pentru colonizare, inclusiv pentru sclavie, și ar fi pus capăt limitei nordice privind sclavia, în conformitate cu Compromisul Missouri din 1820. Fillmore a decis să realizeze un turneu național aparent nepolitic, sperând să adune politicienii Whig dezamăgiți pentru a păstra Uniunea și să obțină o susținere pentru candidatura la postul de președinte, întrucât încă mai avea mulți suporteri. Acest lucru a ocupat o mare parte din iarna târzie și primăvara anului 1854. Fillmore a apărut în public inaugurând căi ferate și vizitând mormântul senatorului Clay, dar s-a întâlnit în secret și cu câțiva politicieni.
O astfel de revenire nu s-ar fi putut realiza sub auspiciile Partidului Whig, cu resturile sale împărțite de legea Kansas-Nebraska (care a trecut cu sprijinul lui Pierce). Mulți dușmani ai sclaviei din nord, cum era Seward, au gravitat spre un nou partid, republicanii, dar Fillmore nu s-a regăsit în acel partid. La începutul anilor 1850 a existat o ostilitate considerabilă față de imigranți, în special față de catolici, care au sosit recent în Statele Unite în număr mare, iar mai multe organizații care promovau o politică pro locuitorilor existenți în defavoarea imigranților, inclusiv Ordinul Star Spangled Banner, au apărut ca răspuns. În 1854, Ordinul s-a transformat în Partidul American, care a devenit cunoscut sub numele de Know Nothing, pentru că, în primele sale zile, membrii au jurați să țină secrete discuțiile interne și dacă erau întrebați spuneau că nu știau nimic despre ele. Mulți din facțiunea lui Fillmore, "National Whig", au aderat la Know Nothings până în 1854 și au influențat organizația pentru a prelua cauze pe lângă nativism. Succesul Know Nothing la alegerile din 1854, în care au câștigat în mai multe state din nord-est și au arătat putere în sud, l-au încurajat pe Fillmore, care, la 1 ianuarie 1855 a trimis o scrisoare publică, avertizând împotriva influenței imigranților în alegerile americane, în curând intrând în Ordinul Star Spangled Banner.
Mai târziu în acel an, Fillmore a plecat în străinătate, declarând public că, din moment ce nu avea nici o funcție, ar fi putut la fel de bine să călătorească. Călătoria s-a realizat la sfatul prietenilor politici, care au simțit că, mergând în turnee, ar evita implicarea în problemele contencioase ale zilei și a petrecut mai mult de un an, între martie 1855 și iunie 1856, în Europa și Orientul Mijlociu. Se spune că regina Victoria a declarat că fostul președinte a fost cel mai frumos om pe care-l văzuse vreodată, în timp ce prezența sa în galeria Camerei Comunelor, în același timp cu Van Buren, a stârnit un comentariu din partea deputatului John Bright. Lui Fillmore i s-a oferit honoris causa în Drept Civil la Universitatea din Oxford. Fillmore a refuzat onoarea, explicând că nu are nici „nivelul literar și nici pe cel științific“ care să justifice această distincție.  Este citat de asemenea că a explicat că el „nu a beneficiat de o educație clasică“ și, prin urmare, nu a putut înțelege textul latin al diplomei, adăugând că el credea că „nimeni nu ar trebui să accepte o diplomă pe care nu o poate citi“. O altă posibilitate este că Fillmore a refuzat să scape de întreruperile și batjocura cu care studenții de la Oxford îi supuneau în mod obișnuit pe destinatarii unor astfel de onoruri.
Dorothea Dix l-a precedat în Europa și făcea lobby pentru a îmbunătăți condițiile pentru bolnavii mintali. Au continuat să corespundă și s-au întâlnit de mai multe ori. La Roma, Fillmore a fost primit în audiență de Papa Pius al IX-lea. Fillmore a cântărit cu atenție avantajele și dezavantajele politice ale întâlnirii cu papa și aproape că a renunțat la această întâlnire când i s-a spus că va trebui să îngenuncheze și să-i sărute mâna. Pentru a evita acest lucru, Pius a rămas așezat pe parcursul întâlnirii.

### Campania din 1856

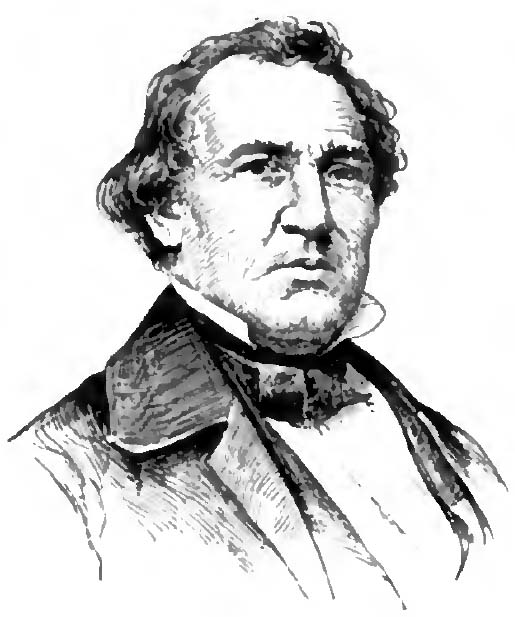
Candidatul la vicepreședinție a lui Fillmore în 1856, Andrew Jackson Donelson

Aliații lui Fillmore aveau controlul deplin asupra Partidului American și i-au aranjat să obțină nominalizarea prezidențială în timp ce se afla în Europa. În calitate de partener al lui Fillmore, convenția Know Nothing l-a ales pe Andrew Jackson Donelson din Kentucky, nepot prin alianță cu președintele Jackson. Fillmore s-a întors în iunie 1856, ajungând la o mare recepție din New York City. El s-a îndreptat de-a lungul statului spre Buffalo, vorbind la o serie de întruniri. Aceste discursuri au fost, în mod aparent, ca mulțumire pentru primire și, prin urmare, nu au încălcat obiceiul ca un fost președinte să țină discursuri de campanie. Fillmore a avertizat că alegând candidatul republican, fostul senator din California, John C. Frémont, care nu avea nici un sprijin în Sud, ar diviza Uniunea și ar conduce la un război civil. Atât Fillmore, cât și candidatul democrat, fostul senator din Pennsylvania, James Buchanan, au fost de acord că sclavia era în principiu o chestiune statală și nu o chestiune a guvernului federal. Mai mult decât atât, Fillmore a vorbit despre chestiunea imigrației și s-a concentrat pe diviziarea țării, cerând conservarea Uniunii.

La alegerile din 1856, Fillmore a câștigat doar în Maryland (în roz).

Odată ce Fillmore s-a întors acasă în Buffalo, nu avea nici o scuză să țină discursuri, iar campania lui a stagnat în vara și în toamna anului 1856. Aranjorii politici care făcuseră parte din Whig, cum ar fi Weed, aveau tendința de a se alătura partidului republican, iar Know Nothing nu avea experiență de a prezenta alegătorilor altceva decât nativismul. În consecință, poziția pro-Uniune a lui Fillmore a fost în cea mai mare parte ignorată. Deși sudul era prietenos cu Fillmore, mulți se temeau că o victorie Frémont ar duce la secesiune, iar unii simpatizați de-ai lui Fillmore au trecut în tabăra lui Buchanan pentru ca votul anti-Fremont să nu fie împărțit, ceea ce ar putea duce la alegerea republicanului. Scarry a sugerat că evenimentele din 1856, inclusiv conflictul din teritoriul Kansas și bătaia cu bastonul administrată lui Charles Sumner de către senatorul Preston Brooks în Senat, au polarizat națiunea, făcând ca poziția moderată a lui Fillmore să fie depășită.
În ziua alegerilor, Buchanan a câștigat cu 1.836.072 voturi (45,3%) și 174 de voturi electorale față de 1.342.345 voturi (33,1%) ale lui Frémont și 114 voturi electorale. Fillmore și Donelson au terminat pe locul al treilea, câștigând 873.053 de voturi (21.6%) și câștigând statul Maryland și cele 8 voturi electorale. Candidatura Partidului American a pierdut mult în mai multe state sudice și au lipsit doar puțin sub 8.000 de voturi în Louisiana, Kentucky și Tennessee pentru ca alegerea președintelui să fie decisă în Camera Reprezentanților, unde spectrul secesiunii ar fi făcut rezultatul nesigur.
Istoricul Allan Nevins a scris că Fillmore nu era un „Know Nothing“ sau un nativist. Nu se afla în țară când a fost nominalizat și nu fusese consultat cu privire la candidatură. Mai mult decât atât, "„fără vreun cuvânt vorbit sau scris nu se poate spune că aderase la principiile Partidului American“. El a urmărit unitatea națională și a simțit că Partidul American a fost „singura speranță de a forma un partid cu adevărat național, care să ignore această constantă și preocupantă agitație a sclaviei“.

### Ultimii ani și decesul
O dată cu înfrângerea din 1856, Fillmore și-a considerat cariera politică încheiată. S-a simțit din nou inhibat să se întoarcă la practica avocaturii. Dar grijile financiare ale lui au fost eliminate, pe 10 februarie 1858, când Fillmore s-a căsătorit cu Caroline McIntosh, o văduvă bogată. Bogăția lor combinată le-a permis să cumpere o casă mare în Niagara Square din Buffalo, unde au locuit pentru tot restul vieții lui Millard Fillmore. Acolo, familia Fillmore s-a dedicat distracției și filantropiei, conform lui Smith, „au susținut cu generozitate aproape orice cauză imaginabilă“. Printre acestea a fost Societatea Istorică Buffalo și Spitalul General din Buffalo, la care a ajutat să fie înființat.

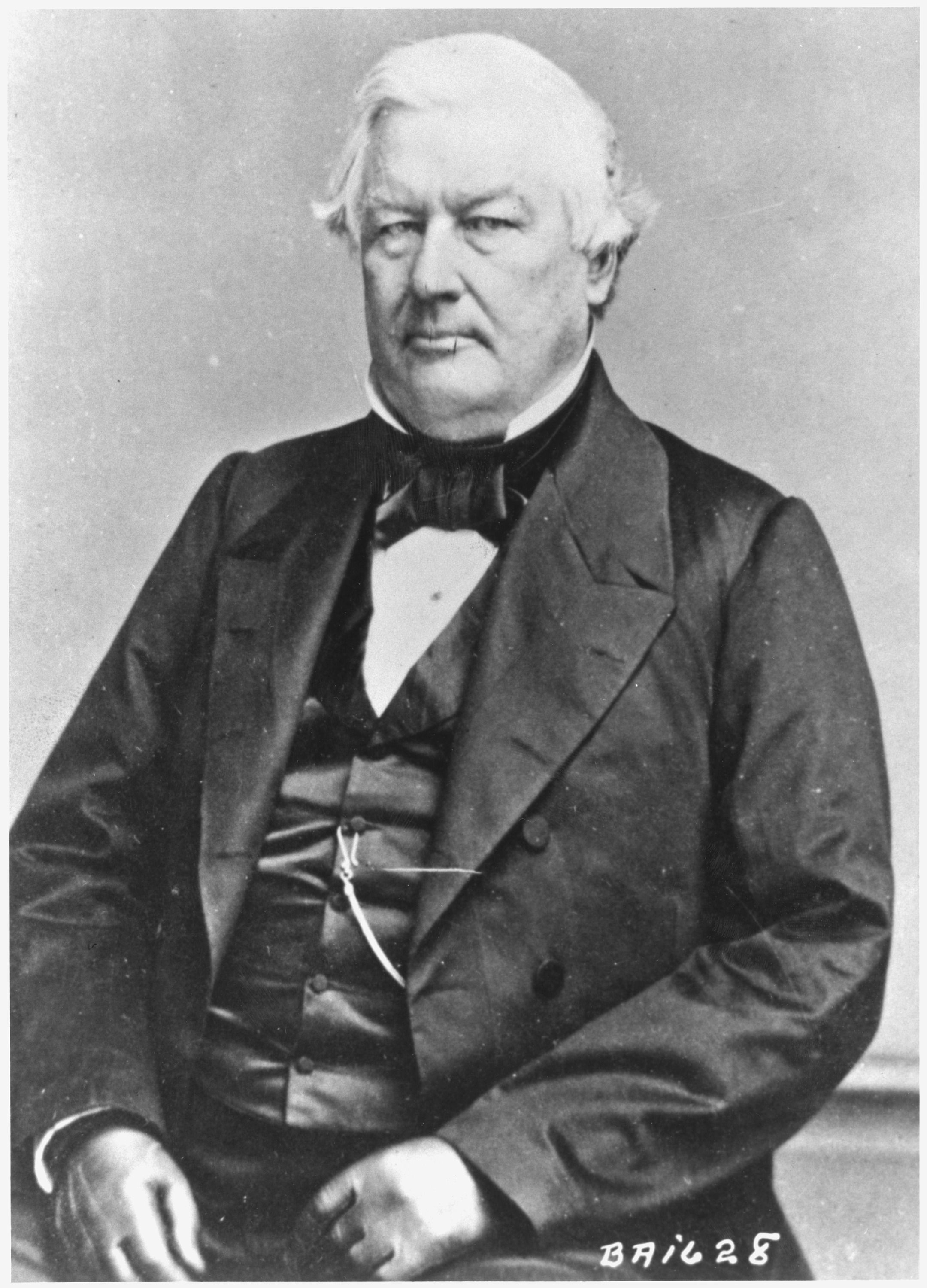
Fillmore în timpul Războiului Civil

În alegerile din 1860, Fillmore a votat pentru senatorul Douglas, candidat al democraților din nord. După alegeri, în care a fost ales candidatul republican, fostul reprezentant al Illinoisului, Abraham Lincoln, mulți au așteptat opiniile lui Fillmore, dar el a refuzat să ia parte la criza de secesiune care a urmat, simțindu-se lipsa de influență. A criticat lipsa de acțiune a lui Buchanan, în timp ce statele părăseau Uniunea, scriind că, în timp ce guvernul federal nu putea forța un stat, cei care se pronunță pentru secesiune ar trebui pur și simplu considerați trădători. Când Lincoln a venit la Buffalo în drum spre locul inaugurării sale, Fillmore a condus comitetul ales să îl primească pe președintele ales, l-a găzduit la conacul său și l-a dus la biserică. După ce a venit războiul, Fillmore l-a sprijinit pe Lincoln în eforturile sale de a păstra Uniunea. El a comandat, la vârsta de 45 de ani, Union Continentals, un corp al miliției din zona New York-ului. Aceștia s-au antrenat pentru a apăra zona Buffalo în eventualitatea unui atac confederat. Aceștia au efectuat exerciții militare și ceremonii la parade, înmormântări și alte evenimente. Union Continentals au păzit trenul funerar al lui Lincoln în Buffalo. Ei au continuat operațiunile după război, iar Fillmore a rămas activ alături ei aproape până la moartea sa.
În ciuda zelului lui Fillmore în efortul de război, el a fost atacat în multe ziare, când a vorbit la începutul anului 1864, chemând la mărinimie față de sud la sfârșitul războiului, atunci când se va calcula costul financiar și uman al războiului. Administrația Lincoln a văzut acest lucru ca pe un atac împotriva sa, ceea ce nu se putea tolerae într-un an electoral, iar Fillmore a fost numit chiar și trădător. Acest lucru a dus la un sentiment de dușmănie durabilă împotriva lui Fillmore în multe cercuri. În alegerile prezidențiale din 1864, Fillmore l-a susținut pe candidatul democrat George B. McClellan pentru președinție, crezând că planul Partidului Democrat de încetare imediată a luptelor și de a permite statelor secesioniste să se întoarcă cu sclavia intactă era cea mai bună posibilitate pentru restabilirea Uniunii.

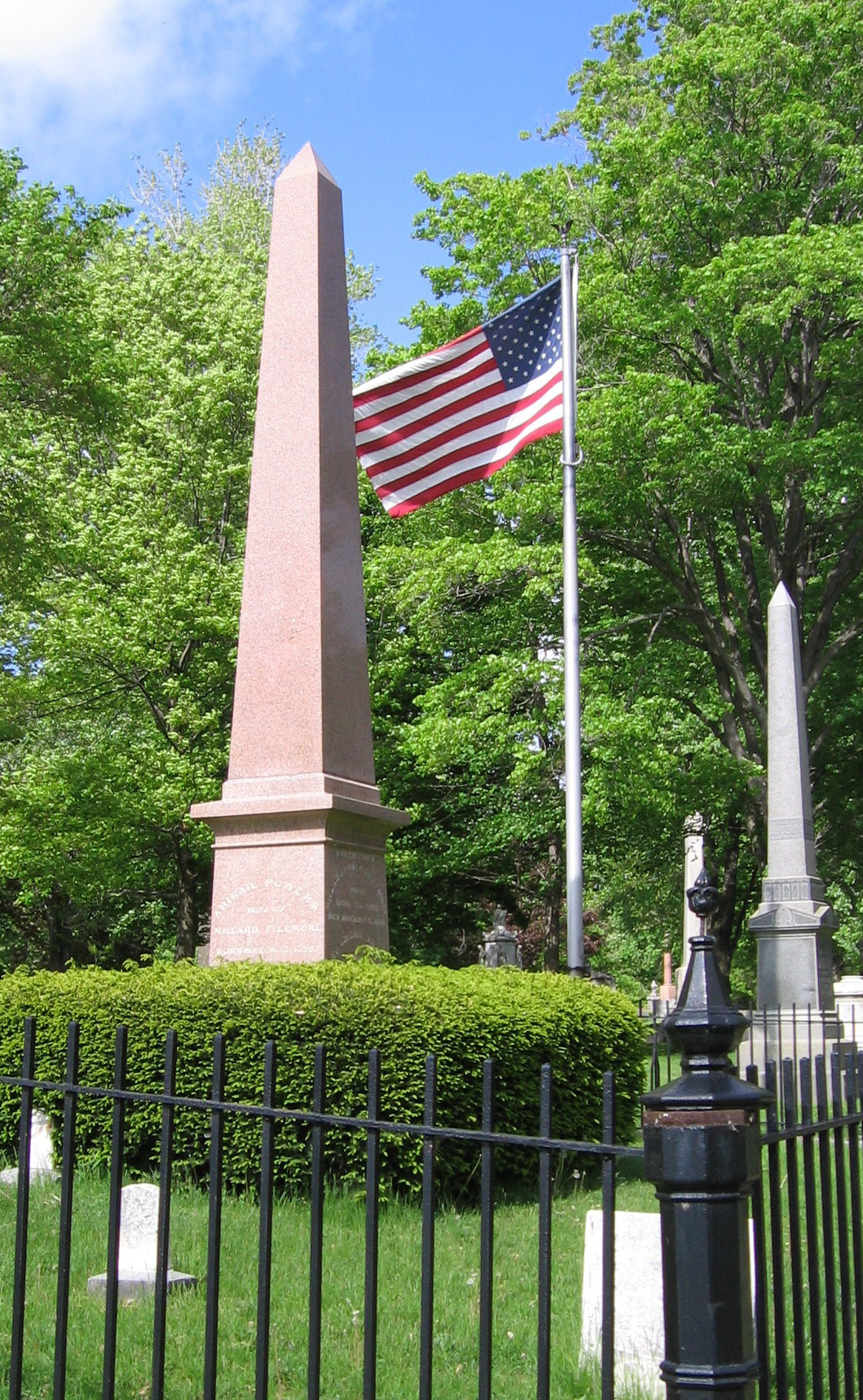
Un obelisc marchează mormântul lui Fillmore la Forest Lawn Cemetery din Buffalo.

După asasinarea lui Lincoln, în aprilie 1865, cerneală neagră a fost aruncată pe casa lui Fillmore, deoarece nu era drapată în doliu ca celelalte, deși aparent nu se afla în oraș la acea vreme și odată întors a pus draperii negre la ferestre. Deși și-a păstrat poziția de cetățean conducător al Buffalo și a fost printre cei selectați să escorteze corpul lui Lincoln când trenul funerar a trecut prin Buffalo, încă mai era destulă furie împotriva lui pentru pozițiile sale luate în timpul războiului. Fillmore a susținut politicile de reconstrucție ale președintelui Andrew Johnson, simțind că națiunea trebuia să se împace cât mai repede posibil. Cea mai mare parte a timpului era dedicată activităților sale civice. El a ajutat-o Buffalo să devină al treilea oraș american, după Boston și Philadelphia, să aibă o galerie de artă permanentă Academia de Arte Frumoase din Buffalo.
Fillmore a avut o stare de sănătate bună aproape până la sfârșit, dar a suferit un accident vascular cerebral în februarie 1874 și a murit după un al doilea pe 8 martie. Două zile mai târziu, a fost îngropat la Forest Lawn Cemetery din Buffalo după o procesiune funerară la care au participat sute de persoane notabile; Senatul american a trimis trei membri să-și onoreze fostul președinte, inclusiv primul vicepreședinte al lui Lincoln, Hannibal Hamlin din Maine.

## Moștenirea
Potrivit biografului său, Scarry: „Nici un președinte al Statelor Unite ... nu a fost ridiculizat ca Millard Fillmore“. El a atribuit o mare parte a acestei ofense unei tendințe de denigrare a președinților care au fost în funcție în anii de dinaintea războiului civil ca având carențe de conducere. De exemplu, președintele Harry S. Truman „l-a caracterizat pe Fillmore ca pe un jucător slab, trivial, care nu ar fi făcut nimic pentru a nu ofensa pe nimeni“, responsabil în parte pentru războiul civil. Anna Prior, scriind în The Wall Street Journal în 2010, a afirmat că numele lui Fillmore înseamnă mediocritate. Un alt biograf al lui Fillmore, Finkelman, a comentat: „în ceea ce privește problemele centrale ale epocii, viziunea lui a fost îngustă și moștenirea lui este și mai rău ... în cele din urmă, Fillmore a fost mereu de partea greșită a marilor probleme morale și politice“. Rayback a aplaudat totuși „căldura și înțelepciunea cu care a apărat Uniunea“.

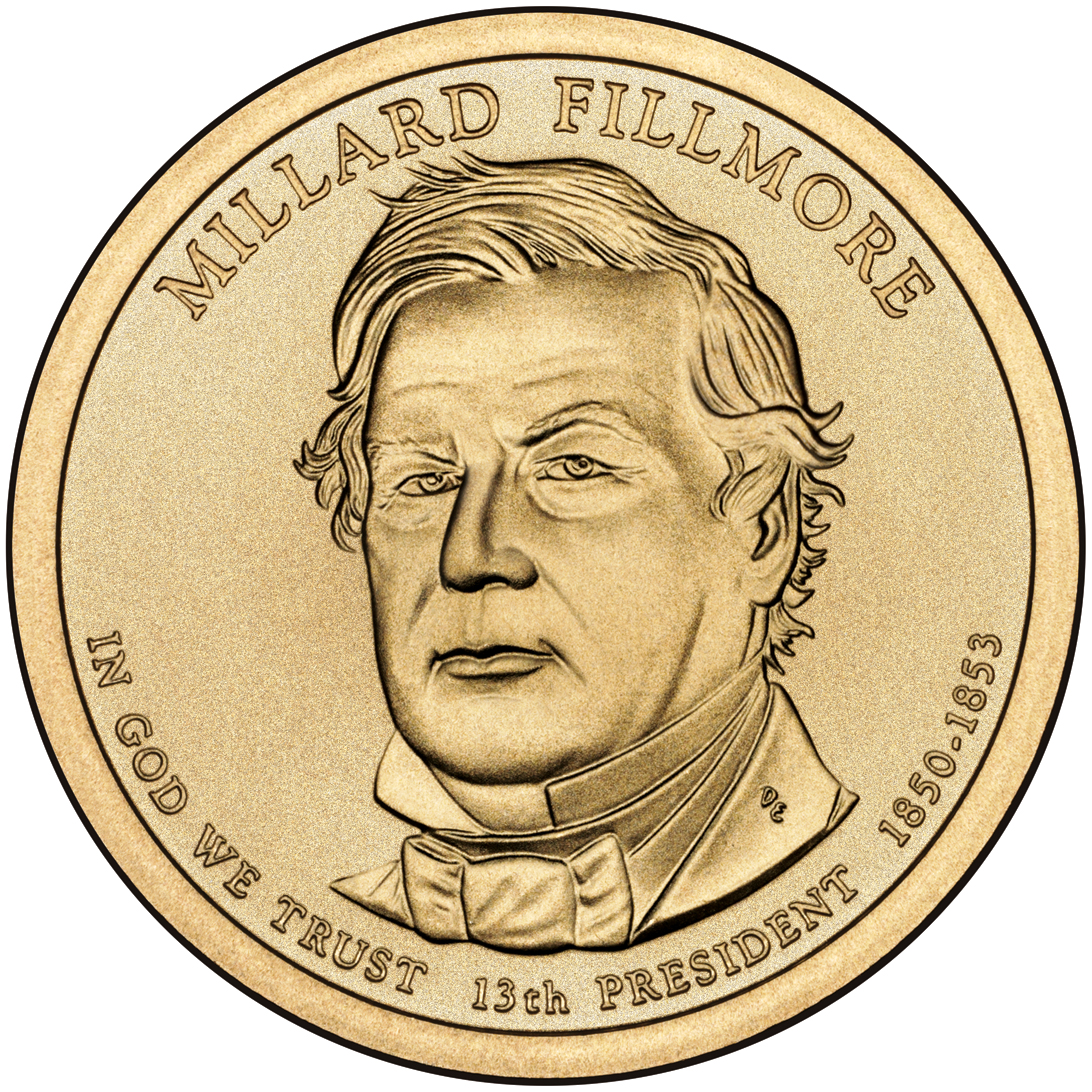
Dolarul prezidențial al lui Millard Fillmore

Deși Fillmore a devenit o figură cult cel mai dat uitării președinte, Smith a considerat că a fost „un președinte conștiincios“ care a ales să-și onoreze jurământul depus la accederea în funcție și să aplice Legea Sclavilor Fugiți, mai degrabă decât să guverneze pe baza preferințelor sale personale. Paul G. Calabresi și Christopher S. Yoo, în studiul lor despre puterea prezidențială, l-au considerat pe Fillmore „un executor credincios al legilor Statelor Unite - la bine și la rău“. Dar, potrivit lui Smith, impunerea legii i-a dat lui Fillmore o nemeritată reputație pro sudistă. Locul lui Fillmore în istorie a suferit, de asemenea, pentru că „chiar și cei care-i dau o notă mare pentru sprijinul acordat compromisului au făcut-o aproape ranchiunos, probabil datorită candidaturii sale din parte Know Nothing în 1856“. Smith a susținut că asocierea lui Fillmore cu Know Nothing pare mult mai rea privind retrospectiv decât s-a văzut în acel moment și că fostul președinte nu a fost motivat de nativism în candidatura sa.
Benson Lee Grayson a sugerat că abilitatea administrației Fillmore de a evita problemele potențiale este adeseori trecută cu vederea. Atenția constantă a lui Fillmore către Mexic a evitat reluarea războiului și a pus bazele Tratatului Gadsden în timpul președinției lui Pierce. Între timp, administrația Fillmore a rezolvat o controversă cu Portugalia rămasă de la administrația Taylor, a netezit un dezacord cu Peru asupra insulelor nerevendicate care conțineau depozite de guano și a rezolvat pașnic disputele cu Marea Britanie, Franța și Spania cu privire la Cuba. Toate aceste crize au fost rezolvate fără ca Statele Unite să ducă vreun război. Grayson a aplaudat și poziția fermă a lui Fillmore față de ambițiile Texasului în New Mexico în timpul crizei din 1850. Fred I. Greenstein și Dale Anderson l-au lăudat pe Fillmore pentru fermiatea lui în primele luni de activitate, menționând că Fillmore „este de obicei descris ca fiind calm, prietenos și convențional, dar acești termeni subestimează forța evocată prin eficacitatea lui în ceea ce privește rezolvarea crizei Texas-New Mexico, hotărârea înlocuirii întregul cabinet al lui Taylor și eficacitatea acestuia în progresul realizării Compromisului din 1850“.

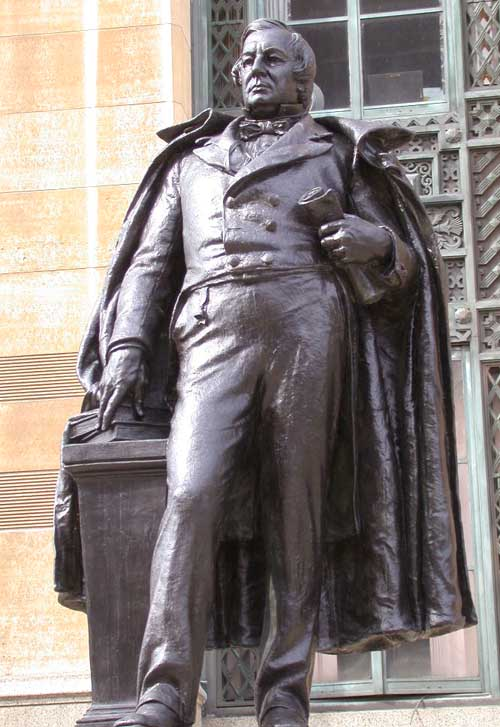
Statuia lui Fillmore lângă primărie în centrul Buffalo, New York

Millard Fillmore, împreună cu soția sa Abigail, au înființat prima bibliotecă de la Casa Albă. Există o serie de amintiri despre Millard Fillmore: casa lui din Aurora din Est se află în continuare în picioare, iar în unele locuri este onorat la locul lui de naștere (unde o cabană-replică a fost dedicată în 1963 de către Asociația memorială Millard Fillmore). O statuie a lui Fillmore există lângă primăria orașului Buffalo. La universitatea pe care a ajutat-o să se înființeze, Centrul Academic Millard Fillmore și Colegiul Millard Fillmore poartă numele său. La 18 februarie 2010, Monetăria Statelor Unite a lansat a treisprezecea monedă în Programul prezidențial de monede de 1 dolar, purtând chipul lui Fillmore.
Potrivit evaluării lui Fillmore realizată de către Centrul Miller al Afacerilor Publice de la Universitatea din Virginia:
„
Orice evaluare a unui președinte care a fost în funcție cu un secol și jumătate în urmă trebuie să fie reflectată, luând în considerare perioadele interesante în care a trăit. Cariera politică a lui Fillmore a cuprins cursul sinuos spre sistemul bi-partit pe care îl cunoaștem astăzi. Whigs nu erau suficient de coezivi pentru a supraviețui complicațiilor sclaviei, în timp ce partide precum Anti-Masonii și Know Nothing erau prea extremiste. Când, în calitate de președinte, Fillmore a făcut parte dintre elemente pro-sclavie în ceea ce privește aplicarea Legii Sclavilor Fugari, el a garantat totuși că va fi ultimul președinte Whig. Primul sistem modern al celor două partide, Whigs and Democrat, a reușit doar să împartă națiunea în două până în anii 1850, iar șapte ani mai târziu, alegerea primului președinte republican, Abraham Lincoln, a garantat apariția războiului civil.
”